# Serie 3000 de FGC
La serie 3000 de Ferrocarriles de la Generalidad de Cataluña estuvo formada por quince automotores diésel de vía métrica de dos tipos diferentes (3001-3004 del tipo Ferrostaal y 3005-3015 del tipo MAN), además de tres remolques que formaron la serie 4000. Estos vehículos fueron adquiridos por la Compañía General de los Ferrocarriles Catalanes (CGFC), siendo posteriormente propiedad de FEVE, cuando la CGFC abandonó la explotación de sus líneas, y después de FGC, cuando se creó esta empresa pública en 1979.
Fueron puestos en servicio entre los años 1959 y 1968, e inicialmente eran automotores y remolques independientes, que se podían acoplar en mando múltiple. Siempre circularon a las líneas que hoy se conocen como Llobregat-Noya. Entre los años 1986 y 1988, FGC los modernizó completamente, acoplándolos de forma permanente en cinco unidades de tren de tres coches. Se retiraron del servicio comercial el 31 de enero de 1999, a pesar de que todavía sobrevivieron unos años más en la propia red ferroviaria de FGC. Más adelante, algunos se vendieron a los Ferrocarriles de la Generalidad Valenciana (FGV) y FEVE.

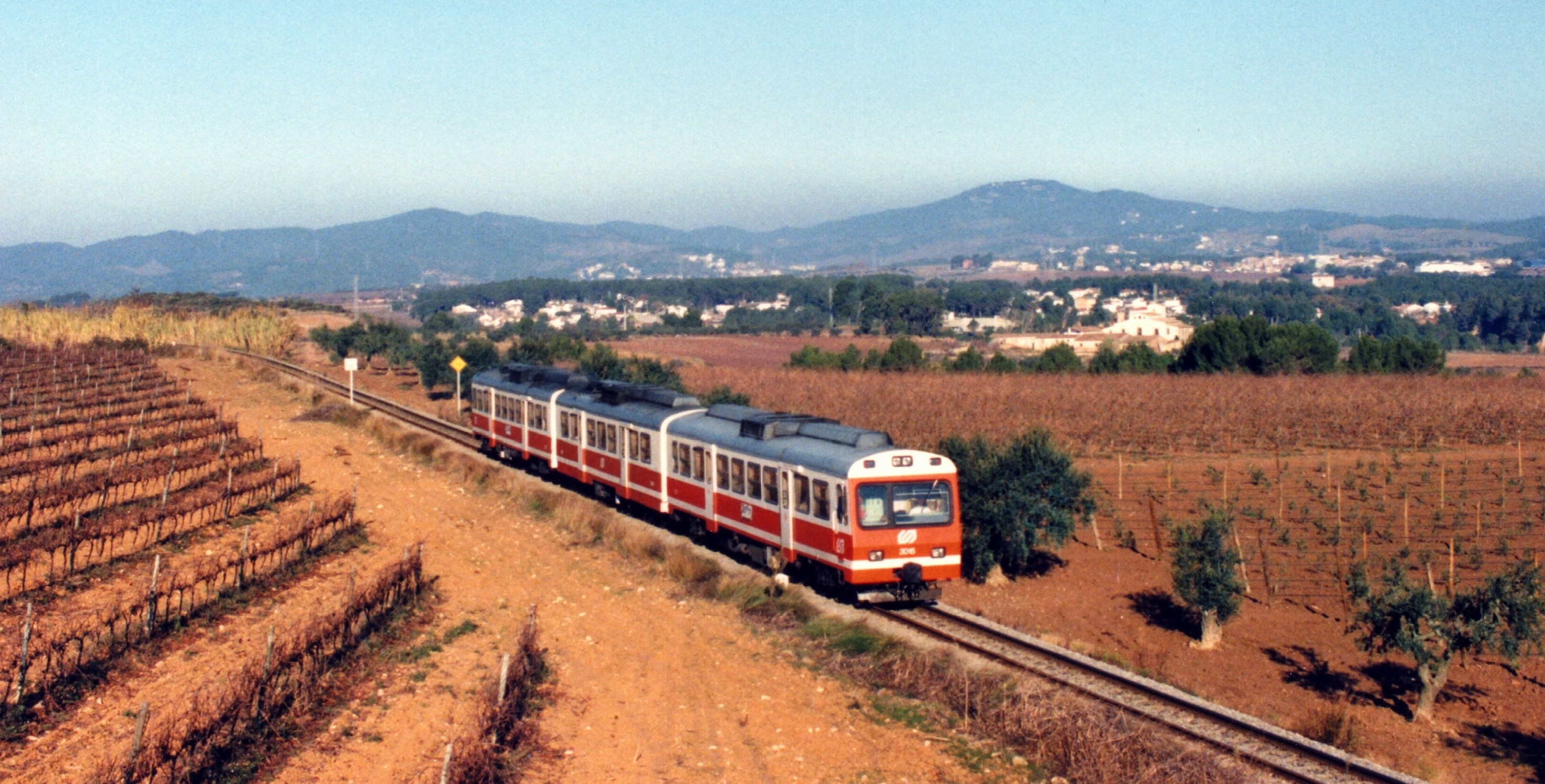
La UT diésel formada por los coches 3015-3002-3014, entre las estaciones de Masquefa y Piera, realizando el tren P404 de Igualada a Barcelona, el 6 de diciembre de 1997.

## Los automotores diésel y remolques Ferrostaal

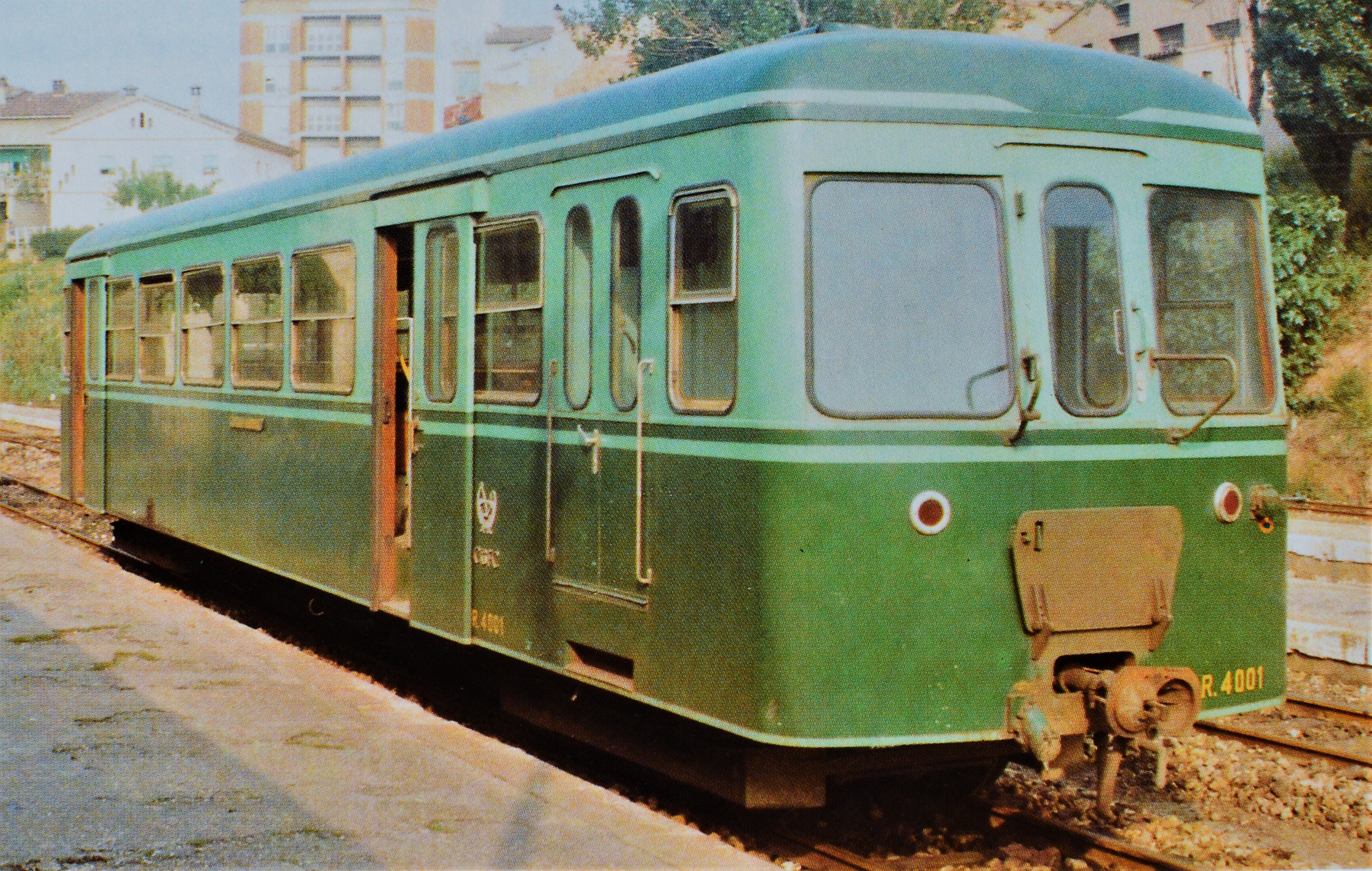
Remolque 4001 en Manresa Alta, en los sesenta.

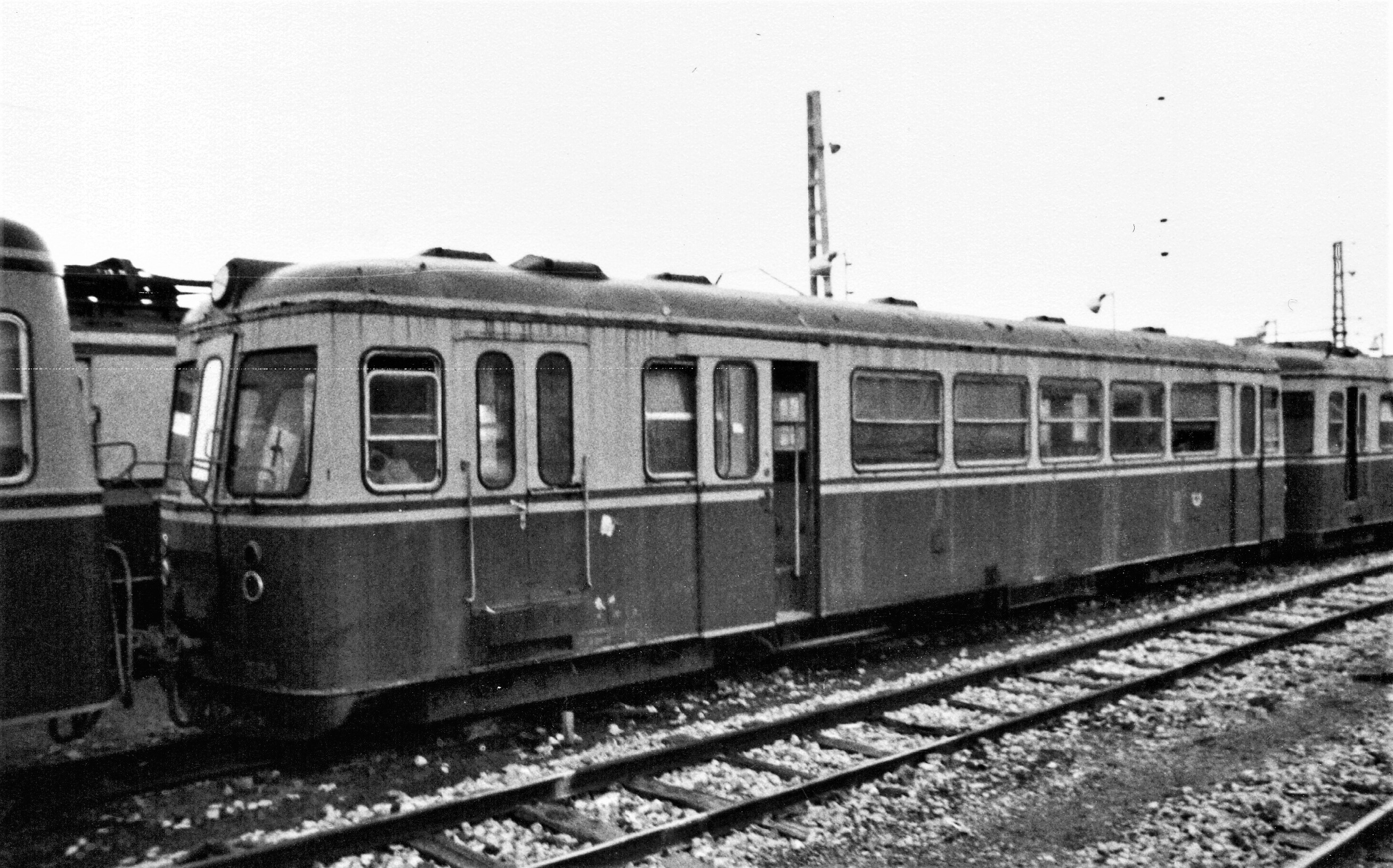
Automotor 3001 apartado en Martorell Enllaç, el 26 de febrero de 1984.

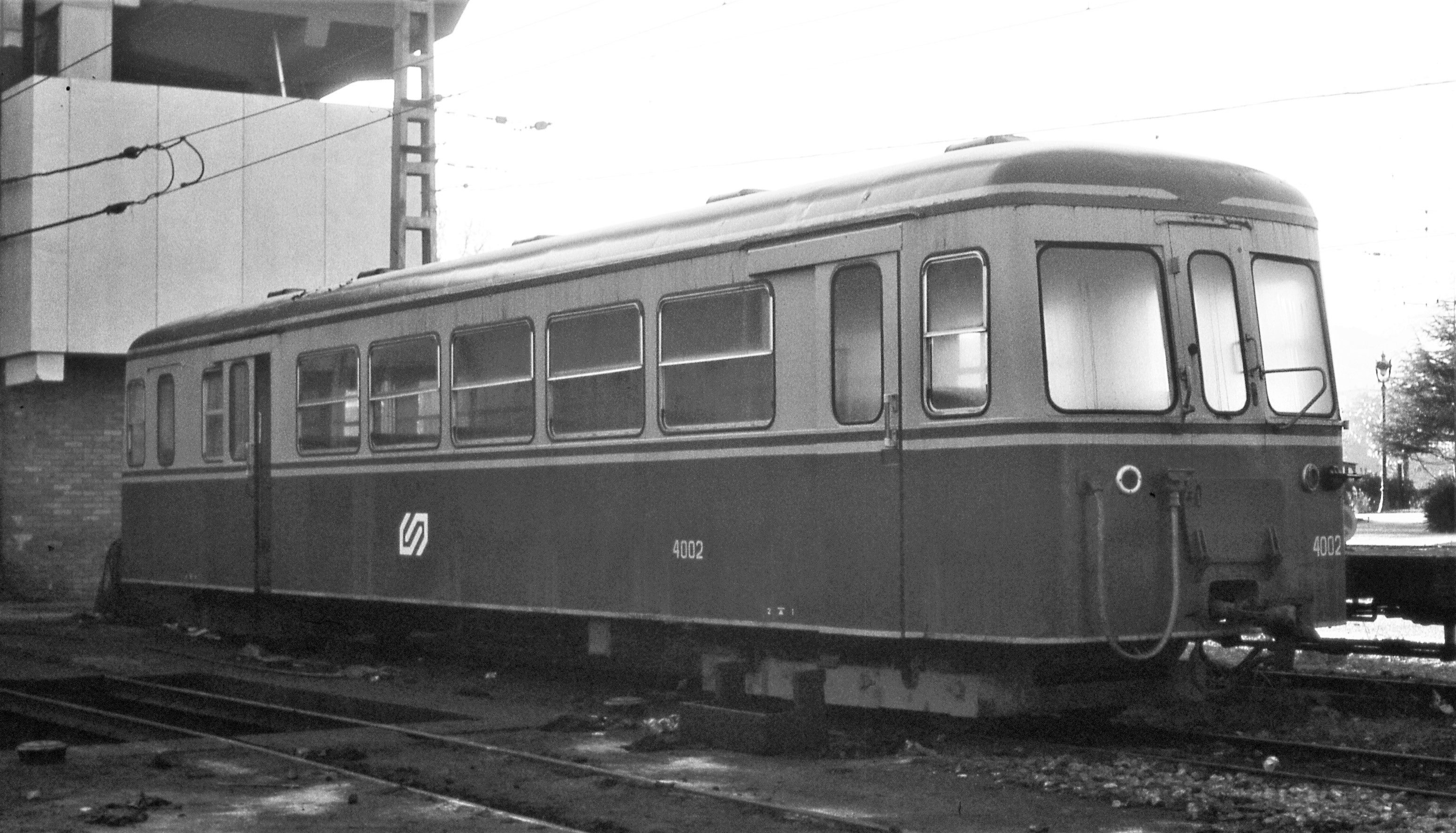
Remolque 4002 modificado para acoplarse a los MAN, en Martorell Enllaç el año 1986.

### Introducción
El proceso de reconstrucción del ferrocarril español después de la Guerra Civil fue muy lento, empezando por las instalaciones y el material rodante existente para poder volver a ofrecer un servicio aceptable. Al principio de la posguerra, se decidió nacionalizar los ferrocarriles de vía ancha, que hasta entonces estaban en manos de compañías privadas, creando la Red Nacional de los Ferrocarriles Españoles (RENFE) en 1941. Junto a esta red, existían una multitud de líneas de vía estrecha que eran explotadas o bien por varias empresas privadas (la mayoría), o directamente por el propio Estado español a través del organismo Explotación de Ferrocarriles por el Estado (EFE), creado en 1926 para rescatar las líneas ferroviarias que habían declarado quiebra.
Después de la primera fase de reconstrucción, en los años cincuenta del siglo XX se inició una segunda fase, con la adquisición de nuevos vehículos. El 17 de julio de 1953, el dictador Franco firmó una ley sobre un "plan de mejora y ayuda del Estado a los ferrocarriles de vía estrecha."  Este plan ofrecía varias ayudas económicas a los ferrocarriles de vía estrecha, destinadas tanto a las líneas explotadas por EFE, como las que eran propiedad de empresas privadas. En cuanto al material rodante, el plan preveía la adquisición, por parte del Estado, de varias series de vehículos de modelos unificados, con el objetivo de reducir el precio de adquisición, y repartirlos entre las diversas empresas que pidieron estas ayudas, a las cuales se les facilitarían los pagos. Como consecuencia de este plan, se adquirieron las locomotoras diésel de las series 1000 (Alsthom), 1100 (Creusot) y 1200 (Batignolles); los automotores diésel y remolques de las series 2000/5000 (Ferrostaal) y 2100/5100 (Billard); y los automotores eléctricos y remolques de las series 3000/6000 (Naval). Estas series fueron asignadas por el Estado y, en algunos casos, las empresas privadas les cambiaron los números.
A finales del año 1956, el Ministerio de Obras Públicas firmó el contrato con la empresa alemana Ferrostaal A.G., de la localidad de Essen, para la adquisición de 25 automotores diésel (números 2001 a 2006 y 2011 a 2029) y 10 remolques del mismo tipo (números 5001 a 5005 y 5011 a 5015), de los cuales se  adquirieron cuatro más en 1963 (números 5016 a 5019). Ferrostaal subcontrató la construcción de los 39 vehículos, diez de ellos con la empresa alemana Maschinenfabrik Esslingen AG (números 2001 a 2004, 2011 y 5001 a 5005), y el resto con la empresa española Compañía Euskalduna de Construcción y Reparación de Buques S.A., más conocida como Astilleros Euskalduna, que los fabricó a su factoría de Villaverde Bajo. Además, diez vehículos se fabricaron con ancho de vía de 914 mm (una yarda inglesa, los números 2001 a 2005 y 5001 a 5005), y el resto con ancho de vía métrico.

### Historia
Originalmente, el Estado asignó a la Compañía General de los Ferrocarriles Catalanes (CGFC) tres automotores (números 2014 a 2016) y tres remolques (números 5011 a 5013). Fueron recibidos en los talleres de Martorell entre octubre de 1957 y enero de 1959. Poco después, en mayo de 1959, se intercambió el remolque 5011 por el automotor 2022, quedando finalmente la serie formada por cuatro automotores y dos remolques. La CGFC rematriculó todos los vehículos, de la siguiente manera:
- Los automotores 2014, 2015 y 2016 fueron renumerados como 3001, 3002 y 3003, respectivamente, siendo autorizados a circular el 10 de febrero de 1959.
- El automotor 2022 fue renumerado como 3004, siendo autorizado a circular el 1 de julio de 1959.[4]
- Los remolques 5012 y 5013 fueron renumerados como 4002 y 4001, respectivamente.[5]

La inauguración oficial de estos vehículos se hizo el 10 de febrero de 1959, con un viaje para autoridades entre Barcelona e Igualada. Desde aquel momento empezaron a prestar servicio comercial. Toda su vida realizaron servicios entre Barcelona, Igualada y vuelta, aunque también se usaron, durante los primeros años, en la línea de Barcelona a Manresa, Olvan-Berga y Guardiola de Berga. Normalmente se formaban trenes con un solo automotor, un automotor y un remolque, o dos automotores y un remolque. En ocasiones se hacían composiciones de hasta cuatro vehículos, acoplando tres automotores y un remolque.
El año 1965 se añadió un tercer remolque a esta serie, el 4003. No obstante, no era un vehículo de la misma familia técnica, sino que se trataba de la reconstrucción de un antiguo coche de bastidor metálico y caja de madera, realizada por la propia CGFC a sus talleres. La caja original fue sustituida por otra metálica, con chapa corrugada. Unos años después se modificó al añadirle un departamento para el servicio de correos.
En 1977, poco después de que la CGFC renunciara a la explotación de sus líneas en favor de la empresa pública FEVE, esta asignó otros dos automotores diésel de este tipo a las líneas catalanas. Fueron los números 2017 y 2018, procedentes de la línea de Ferrol a Gijón. Llegaron a los talleres de Martorell en muy mal estado, y se destinaron solo a suministrar algunos recambios a los que ya estaban en servicio, siendo rápidamente desguazados.
Todos los vehículos fueron dados de baja entre finales de los años setenta y los primeros años ochenta. El último servicio que prestaron fue el de la antigua lanzadera entre las estaciones de Martorell Enllaç y Martorell Central. Después fueron estacionados durante unos cuántos años en las vías de Martorell Enlace. En 1983, el remolque 4002 fue modificado para poder ser acoplado a los automotores MAN de la serie 3000, y reforzar así las composiciones. En esta reforma se adaptaron sus acoplamientos a los automotores MAN, y se suprimió el departamento furgón. Finalmente, entre los años 1985 y 1988 los cuatro automotores y el remolque 4001 fueron transformados en las unidades de tren de la serie 3000; el remolque 4003 fue desguazado el 1986; y el remolque 4002 fue retirado de servicio en 1986, siendo desguazado pocos años después, probablemente antes de 1990.
| Vehículo       | Año construcción | Fabricante | Año baja | Destino final                                                       |
| -------------- | ---------------- | ---------- | -------- | ------------------------------------------------------------------- |
| Automotor 3001 | 1957-1959        | Euskalduna | ~1980    | Transformación como remolque de UT                                  |
| Automotor 3002 | 1957-1959        | Euskalduna | ~1980    | Transformación como remolque de UT                                  |
| Automotor 3003 | 1957-1959        | Euskalduna | ~1980    | Transformación como remolque de UT                                  |
| Automotor 3004 | 1957-1959        | Euskalduna | ~1980    | Transformación como remolque de UT                                  |
| Remolque 4001  | 1957-1959        | Euskalduna | ~1980    | Transformación como remolque de UT                                  |
| Remolque 4002  | 1957-1959        | Euskalduna | 1986     | Modificado para acoplarse a los automotores MAN en 1983. Desguazado |
| Remolque 4003  | 1965             | CGFC       | ~1980    | Desguazado el 1986                                                  |

### Descripción técnica
Tanto los automotores como los remolques tenían la misma estructura, apariencia y medidas (15.000 mm de largo, 2.454 mm de ancho y 3.44 mm de alto). Estaban formados por un bastidor y una caja metálicos, apoyados sobre dos bogies de dos ejes. Estos bogies también eran iguales para los dos tipos de vehículos. Exteriormente, durante toda su existencia siempre estuvieron pintados del mismo modo, con los dos tonos de color verde característicos de los automotores adquiridos por EFE. La CGFC solo hizo un pequeño cambio de imagen, al pintar los techos con el mismo color verde oscuro de la parte inferior, sustituyendo al color plateado original.
Interiormente, los automotores estaban distribuidos en tres compartimentos: las dos cabinas de conducción extremas, una de las cuales tenía un pequeño compartimento furgón; y una sala de viajeros central con 44 asientos fijos en disposición 2+2, más ocho asientos abatibles en las plataformas de acceso. Además, junto al furgón, había un WC. Tenían capacidad, además, para 41 viajeros de pie, totalizando 93 plazas. Los remolques tenían dos compartimentos: una sala de viajeros con 48 asientos fijos en disposición 2+2, más ocho abatibles en las plataformas de acceso; y un pequeño furgón en un extremo. Los remolques no tenían WC. Podían albergar, además, 44 viajeros de pie, totalizando 100 plazas. En todos los vehículos, el acceso desde el exterior se hacía mediante dos puertas correderas por lado en las salas de viajeros, y una puerta por lado, de dos hojas batientes, para acceder al furgón. Además, en cada testero había una puerta batiente para poder pasar de un vehículo al consecutivo.</ref> Cuando se reformó el remolque 4002 en 1983, se le suprimió el departamento furgón y se amplió su capacidad, quedando con 56 asientos fijos y ocho abatibles, pudiendo albergar 53 viajeros de pie (capacidad total de 117 viajeros).
Los coches motores disponían de dos motores diésel Büssing U-13, de cuatro tiempos y seis cilindros en línea, con 13.539 cm³, que suministraban una potencia máxima de 150 CV a 1.500 rpm. Eran del tipo montado en los autobuses, y estaban situados bajo el bastidor del vehículo. Cada motor accionaba una transmisión hidro-mecánica, con caja de cambios ZF Hydro-Media 3HM70 y reductor, que transmitía la fuerza a los dos ejes de un bogie mediante cardanes y puentes de engranajes de Renk. El coche motor pesaba 28 toneladas en vacío, y 32 toneladas en servicio. Tanto los automotores como los remolques podían alcanzar una velocidad máxima de 75 km/h.
En cuanto al remolque 4003, disponía de un bastidor metálico apoyado sobre dos bogies de dos ejes, sobre el que se montó una caja también metálica. Su longitud entre topes era de 13.750 mm y disponía de un compartimento de viajeros con 56 asientos fijos, al cual se accedía desde el exterior mediante dos puertas correderas por lado. Cuando se modificó, pasó a tener dos compartimentos: uno para viajeros, con 32 asientos fijos, y un compartimento por el servicio de correos.

## Los automotores diésel MAN

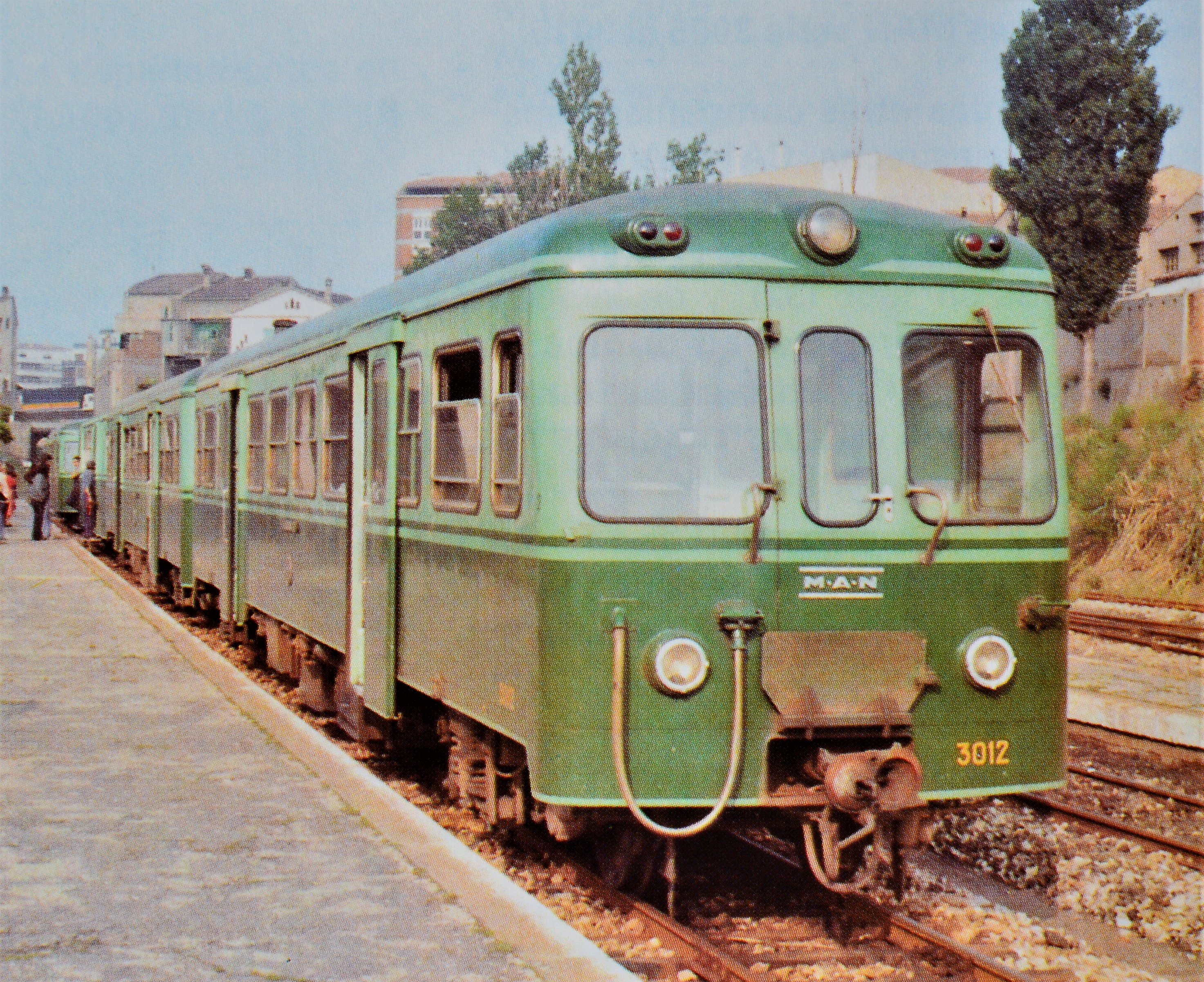
Un tren formado por dos automotores diésel MAN, en mayo de 1975.

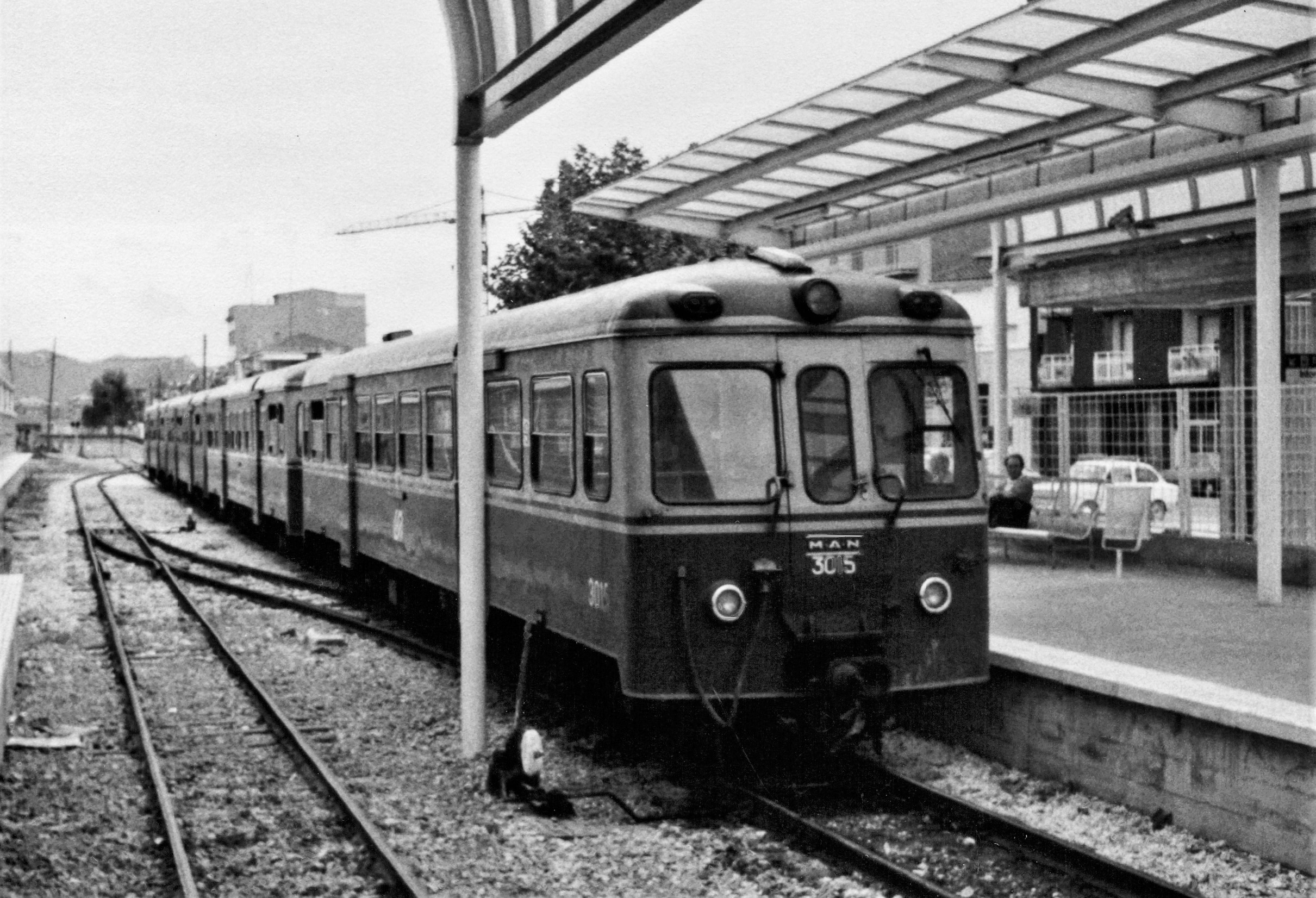
Un tren formado por cuatro automotores diésel MAN, saliendo de la estación de Igualada hacia Barcelona, el 21 de octubre de 1984.

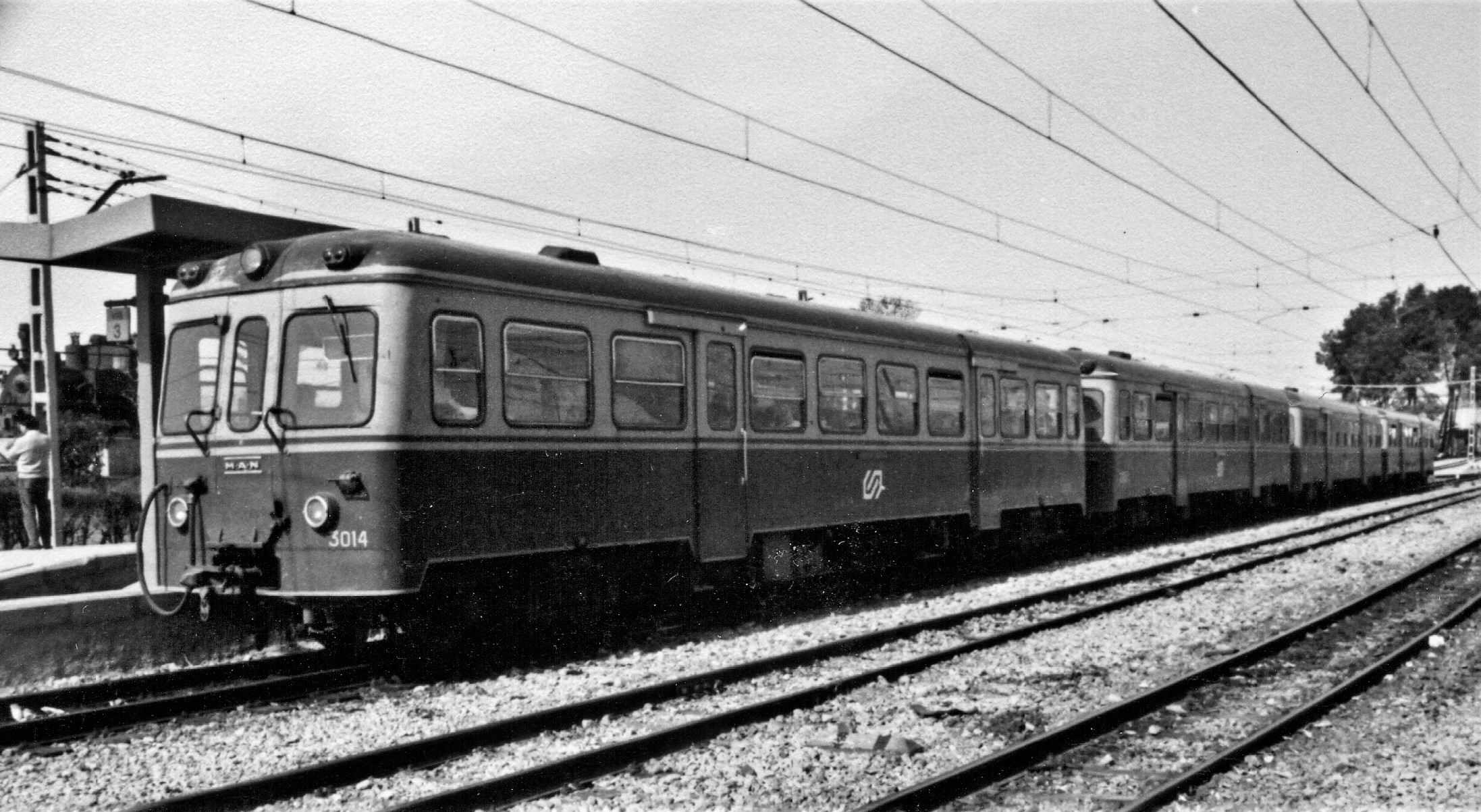
Un tren de Barcelona a Igualada efectúa parada en Martorell Enllaç, en marzo de 1985. Está formado por cuatro automotores diésel MAN

### Introducción
A pesar de las ayudas del "plan de mejora y ayuda del Estado a los ferrocarriles de vía estrecha" citadas antes, a principios de los años sesenta del siglo XX la situación de muchos ferrocarriles de vía estrechada era insostenible, con unas instalaciones y material absolutamente degradados por falta de mantenimiento, y una incapacidad de las empresas explotadoras para hacer frente a los crecientes gastos económicos. En julio de 1962, el Gobierno español constituyó una comisión interministerial para estudiar cómo mejorar las condiciones laborales de los ferroviarios de estas empresas sin poner en peligro su viabilidad financiera. Posteriormente, encargó a la misma comisión la elaboración de un estudio para reconvertir completamente estos ferrocarriles: determinación de qué ferrocarriles podían sobrevivir y cuáles no, cambio del marco jurídico, cambio del modelo de financiación de las líneas que pudieran sobrevivir, y estudio de los planes de modernización presentados por algunas empresas. Una de las consecuencias de este estudio fue la transformación del organismo Explotación de Ferrocarriles por el Estado (EFE) en la entidad de derecho público, con personalidad y patrimonio propios, denominada Ferrocarriles de Vía Estrecha (FEVE), creada por el Decreto-Ley 11/1965, de 23 de septiembre.
Ya hacia el final de este proceso de transformación de los ferrocarriles de vía estrecha, se decidió hacer una nueva adquisición centralizada de automotores diésel para los ferrocarriles a los cuales se les habían aprobado los planes de modernización, así como por la propia FEVE. Esta vez, en cambio, no sería el Estado quién adquiriría el material y después lo repartiría y cobraría a las diferentes empresas -como se hizo con los automotores y remolques Ferrostaal-, sino que actuaría solo como coordinador de las diferentes empresas, las cuales se pusieron de acuerdo en adquirir el mismo modelo de vehículo para hacer un gran pedido y reducir así los gastos de adquisición por unidad. También de manera diferente, cada empresa ferroviaria haría frente al pago de los vehículos adquiridos, aunque contarían con las ayudas económicas del Estado, contemplados en los planes de modernización. El modelo elegido fue el ofrecido por la empresa alemana Maschinenfabrik Augsburg-Nürnberg A.G. (MAN). En un primer momento, en 1965 y 1966 se  firmaron los contratos para la adquisición de 69 automotores y 26 remolques. La construcción de este material la realizó tanto la propia empresa Alemana (20 automotores) como dos empresas españolas, que los fabricaron bajo licencia: Astilleros Euskalduna (35 automotores) y Material Móvil y Construcciones (14 automotores y los 26 remolques). Estos 95 vehículos se pusieron en servicio entre los años 1966 y 1970. Después, FEVE hizo un nuevo pedido de otros 15 automotores, que fueron fabricados por Material Móvil y Construcciones en 1973. Así, finalmente, la serie estuvo formada por 110 vehículos: 84 automotores y 26 remolques. Los vehículos de FEVE fueron numerados en las series 2300 (automotores) y 5300 (remolques). Las empresas privadas numeraron los vehículos según sus criterios propios; pero cuando abandonaron sus explotaciones y sus líneas se incorporaron a FEVE, esta renumeró los vehículos en sus series, quedando finalmente todos numerados del 2301 al 2373 (automotores) y del 5301 al 5326 (remolques). Se  excluyen los vehículos adquiridos por la Compañía General de los Ferrocarriles Catalanes (CGFC), que nunca recibieron los números de FEVE.

### Historia
A pesar de tener redactado su plan de modernización en 1965, parece que la CGFC dudó inicialmente de cuántos y qué vehículos de este tipo quería adquirir. Parece ser que inicialmente tenía la intención de contratar la fabricación de dos automotores, con dos motores diésel cada uno, y ocho remolques. La idea de que cada automotor pudiera remolcar hasta cuatro remolques era realmente errónea, pues tenían una potencia claramente insuficiente para poder mantener los tiempos de viaje deseados. Es por eso que, por el contrato firmado con el fabricante el 30 de marzo de 1965, se adquirieron siete automotores equipados con un motor diésel y tres remolques. No obstante, el 15 de diciembre siguiente se modificó el contrato, adquiriendo un remolque más y transformando los cuatro remolques en coches motores. Por lo tanto, finalmente, la CGFC adquirió once automotores equipados de un motor diésel.
Los automotores se numeraron en la serie 3000, a continuación de los Ferrostaal, llegando a las instalaciones de la CGFC los dos primeros, fabricados por MAN en Alemania, el 16 de agosto y el 5 de septiembre de 1966 (números 3005 y 3006). Los otros nueve fueron fabricados en España por Astilleros Euskalduna, y se recibieron en el ferrocarril entre el 3 de marzo de 1967 y el 10 de abril de 1968 (números 3007 a 3015). Los once automotores fueron autorizados a circular en las siguientes fechas:
| Automotor | Puesta en servicio |
| --------- | ------------------ |
| 3005      | 26-10-1966         |
| 3006      | 26-10-1966         |
| 3007      | 06-05-1967         |
| 3008      | 17-06-1967         |
| 3009      | 22-06-1967         |
| 3010      | 07-07-1967         |
| 3011      | 20-07-1967         |
| 3012      | 02-03-1968         |
| 3013      | 15-03-1968         |
| 3014      | 23-04-1968         |
| 3015      | 11-03-1968         |

Durante los primeros años realizaron trenes regionales entre Barcelona, Igualada y Manresa, compartiendo el servicio con los automotores y remolques Ferrostaal en la primera, y con las composiciones de coches de viajeros metálicos y de madera remolcadas por las locomotoras diésel de las series 700 y 1000 en la segunda. Parece que también circularon a la línea de Manresa en Olvan/Berga, aunque solo realizando recorridos parciales.
Entre los años 1971 y 1973, entraron en servicio los cinco automotores eléctricos de la serie 5100, que formaron composiciones de tres coches con un remolque intermedio y un remolque con cabina de conducción. Se asignaron a los trenes regionales de Barcelona a Manresa (dado que la electrificación llegaba solo hasta Monistrol, estos trenes eléctricos eran remolcados por las locomotoras diésel de las series 700 y 1000 hasta Manresa), motivo por el cual los automotores diésel MAN 3000 se concentraron en los servicios de la línea de Igualada, relevando progresivamente a los automotores Ferrostaal. No obstante, y hasta muy entrados los años ochenta, todavía hicieron el último tren del día de Barcelona a Manresa, y el primero del día en sentido contrario, que circulaba acoplado con el de Igualada entre Barcelona Plaza España y Martorell Enllaç.
El 28 de febrero de 1977 se produjo un gravísimo accidente cerca de Sant Andreu de la Barca: chocaron dos trenes frontalmente en una curva, con el triste resultado de 22 muertos. Uno de los vehículos implicados fue el automotor 3009, que quedó destrozado en sus dos terceras partes. Como consecuencia de este accidente, fue desguazado, motivo por el cual la serie contó con solo diez ejemplares desde entonces.
Retirados del servicio los automotores y remolques Ferrostaal a finales de los años setenta, se hicieron cargo de la totalidad de los servicios de la línea de Igualada, circulando en composiciones variables de hasta cuatro automotores acoplados. Esta situación se mantuvo hasta su modernización durante la segunda mitad de los años ochenta, en que fueron transformados en las unidades de tren diésel de la serie 3000. En 1983 se reformó el remolque Ferrostaal 4002 para poder ser remolcado por los automotores MAN, y aumentar así la capacidad de los trenes de la línea de Igualada. Este remolque solo se incorporaba a las composiciones formadas por cuatro automotores, dado que formaciones con menos automotores no ofrecían la potencia necesaria para poder cumplir los tiempos de marcha.

### Descripción técnica
Los automotores estaban formados por un bastidor y una caja metálicos, apoyados sobre dos bogies de dos ejes. Exteriormente, durante toda su existencia siempre fueron pintados del mismo modo, con dos tonos de color verde, como los Ferrostaal.
Interiormente estaban distribuidos en tres compartimentos: las dos cabinas de conducción extremas, y una sala de viajeros central con 60 asientos fijos en disposición 2+2. Junto a cada cabina de conducción había dos asientos más, que mediante una puerta pivotante quedaban a disposición del público, o encerrados dentro de la cabina cuando esta estaba ocupada por el personal de servicio. La capacidad máxima era, pues, de 64 personas sentadas y 48 de pie (45 con una cabina de conducción cerrada). El acceso desde el exterior se hacía mediante dos puertas correderas por lado, de accionamiento neumático. Junto a una de estas puertas se encontraba un pequeño WC. Además, en cada testero había una puerta batiente para poder pasar de un vehículo al consecutivo.
Cada automotor disponía de un motor diésel MAN D-2156 HM 2US, de cuatro tiempos y seis cilindros en línea, con 10.349 cm³, que suministraba una potencia máxima de 210 CV a 2.100 rpm. Al igual que en los Ferrostaal, eran del tipo montado en los autobuses, y estaban situados bajo el bastidor del vehículo. Cada motor accionaba una transmisión hidro-mecánica Voith Diwa 501-US, que transmitía la fuerza a los dos ejes de un bogie mediante cardanes y puentes de engranajes de Renk; el otro bogie era portante. El funcionamiento de esta transmisión era el siguiente: desde el arranque, el par motriz se transmitía a los ejes a través del convertidor de par hidráulico; cuando el vehículo lograba cierta velocidad (alrededor de 47 km/h), la transmisión del esfuerzo motriz se hacía de manera puramente mecánica. En la cabina de conducción se disponía de un mando para retrasar el cambio de sistema de transmisión cuando circulaban acoplados varios automotores, para que todos cambiaran al mismo momento y evitar sacudidas incómodas y desperfectos en los elementos de la transmisión.
El aire comprimido necesario para los frenos y otros elementos era producido por un compresor accionado por correas por el motor diésel. El sistema de freno era convencional, con tubería de freno y triples válvulas Fm3.
El coche motor pesaba 22,5 toneladas en vacío y 32,8 toneladas en servicio. La velocidad máxima era de 80 km/h y podían circular acoplados en mando múltiple hasta cuatro automotores.

## Las unidades de tren serie 3000 de FGC

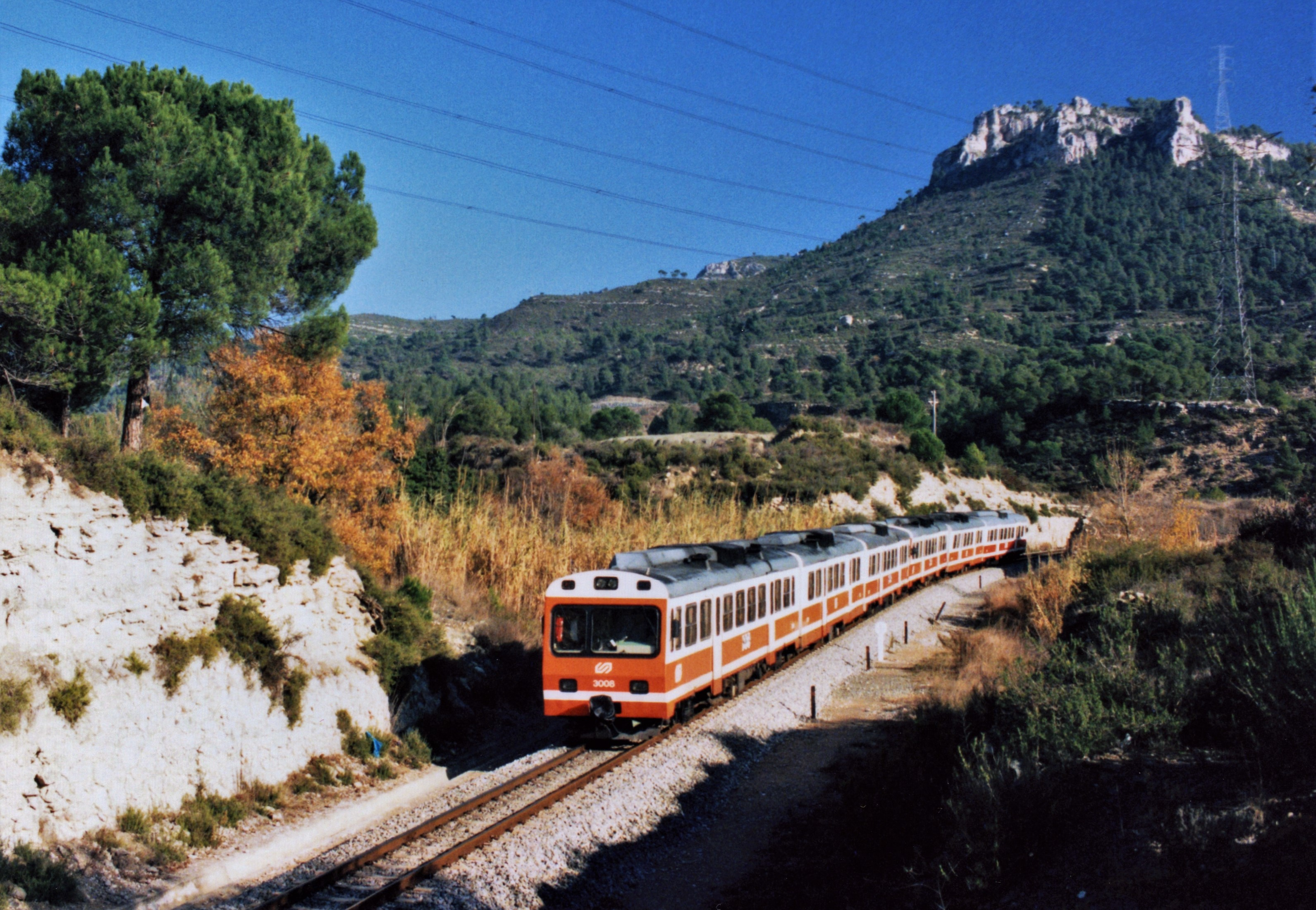
Un tren formado por dos UT serie 3000, haciendo el tren P405 de Barcelona a Igualada, cerca de La Pobla de Claramunt, el 6 de diciembre de 1997.

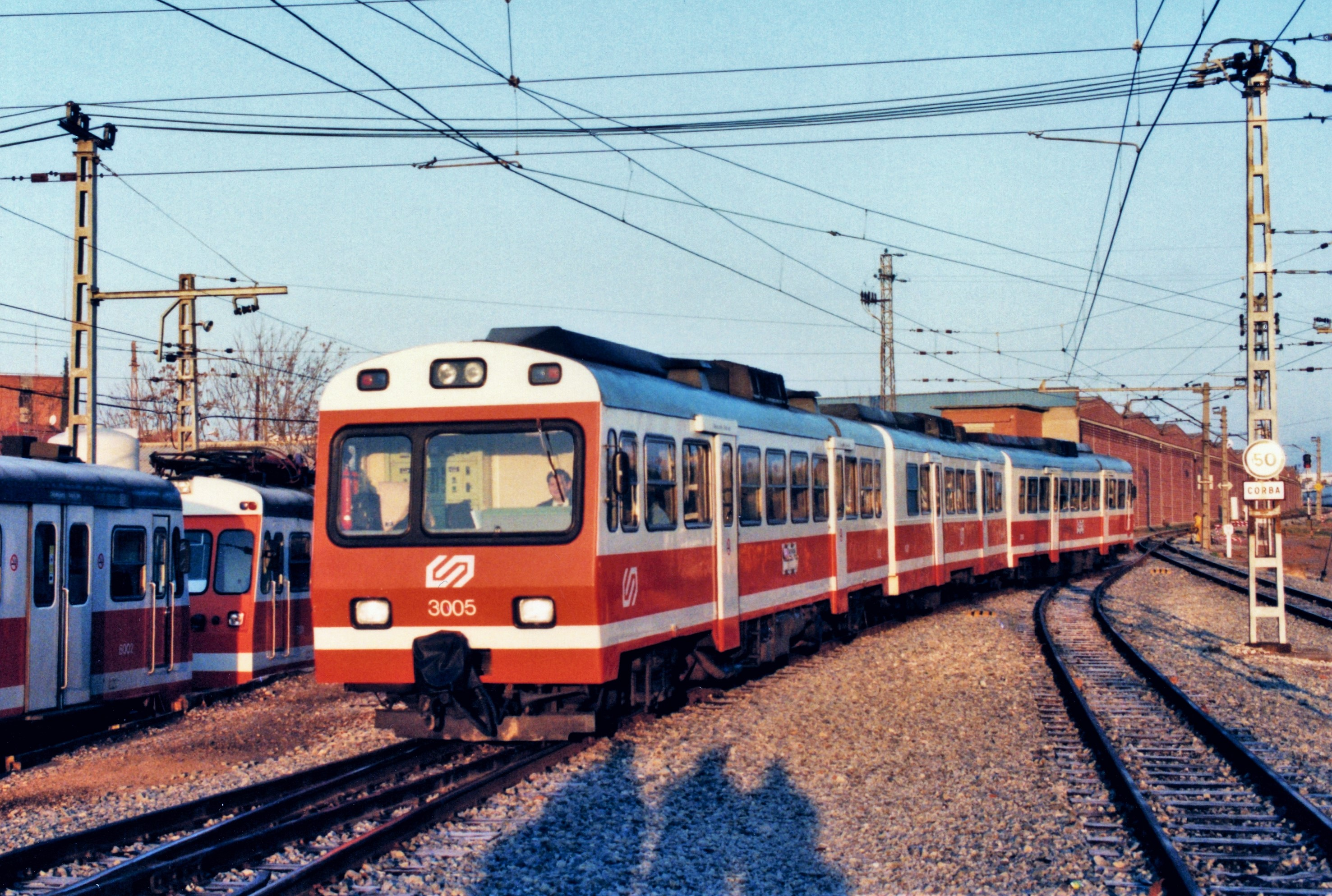
La UT con los coches 3005-4001-3006 llega a Martorell Enllaç, realizando el tren P402 de Igualada a Barcelona, el 6 de diciembre de 1997.

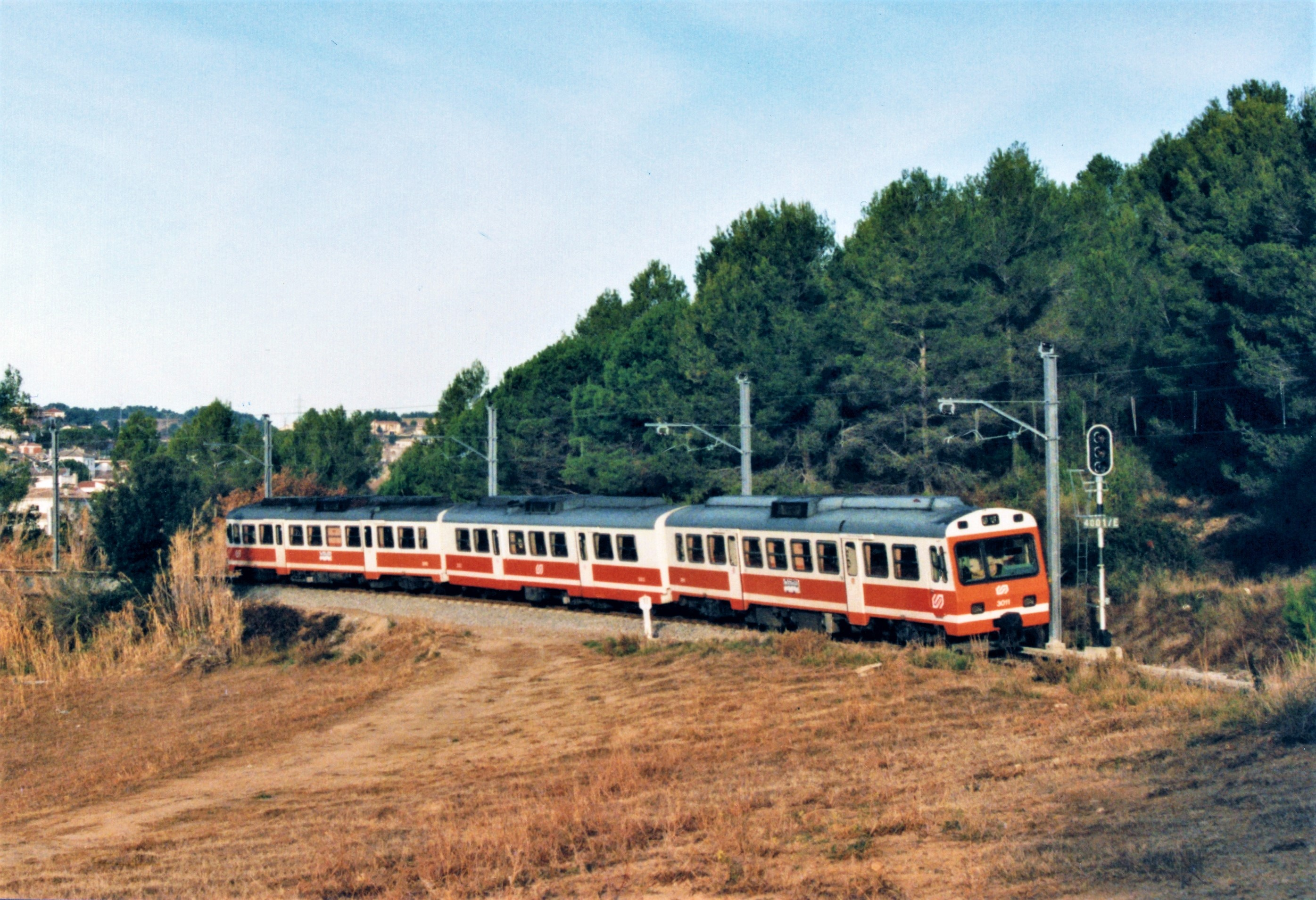
Llega a Sant Esteve Sesrovires el tren lanzadera T307 de Martorell Enllaç a Igualada, el 14 de diciembre de 1998. Quedaba solo un mes y medio para que estos trenes fueran sustituidos por las nuevas UT eléctricas de la serie 213.

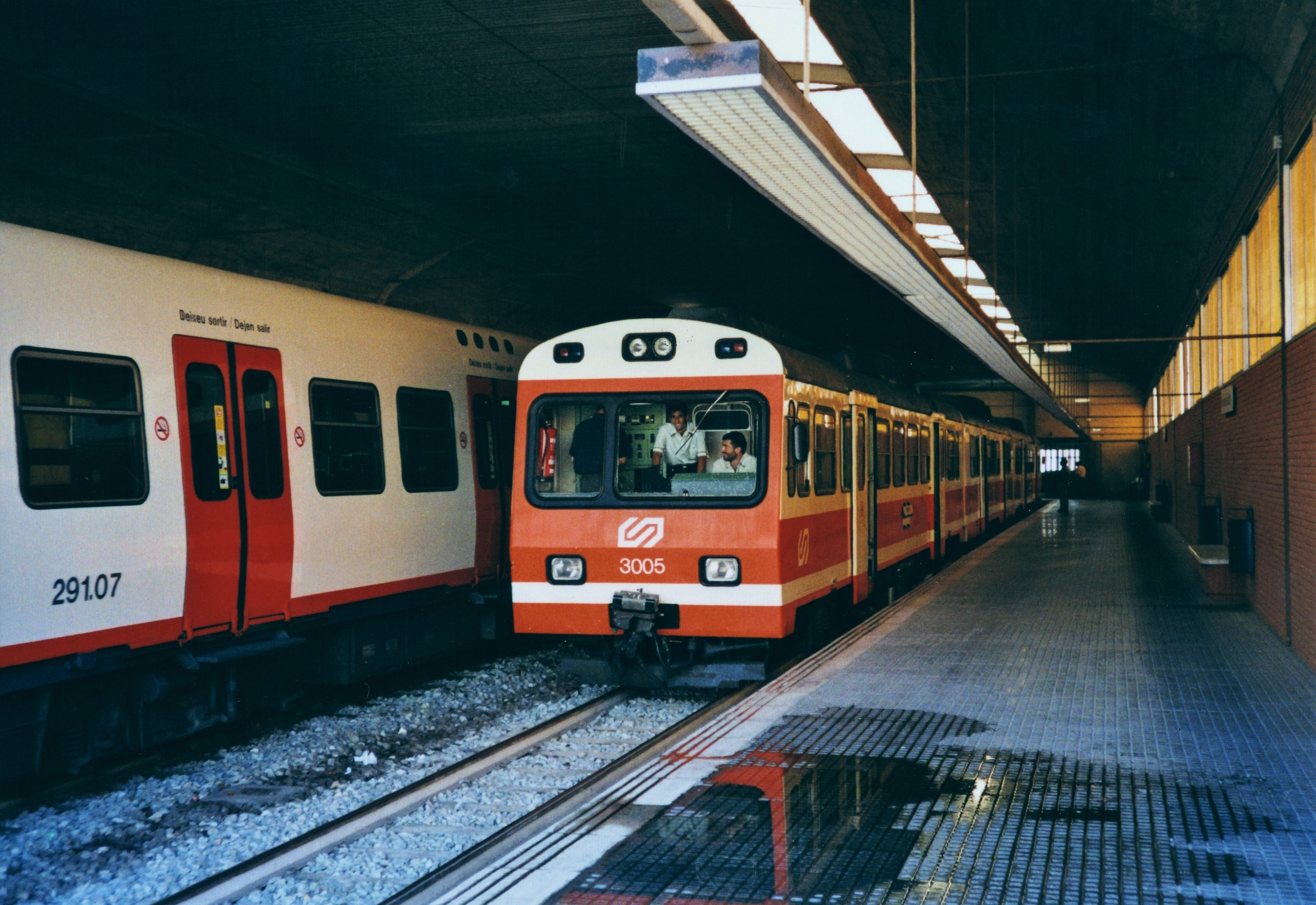
La UT con los coches 3005-4001-3006 en Manresa Baixador, haciendo el servicio especial al Parc de l'Agulla de Manresa, el 29 de agosto de 1999.

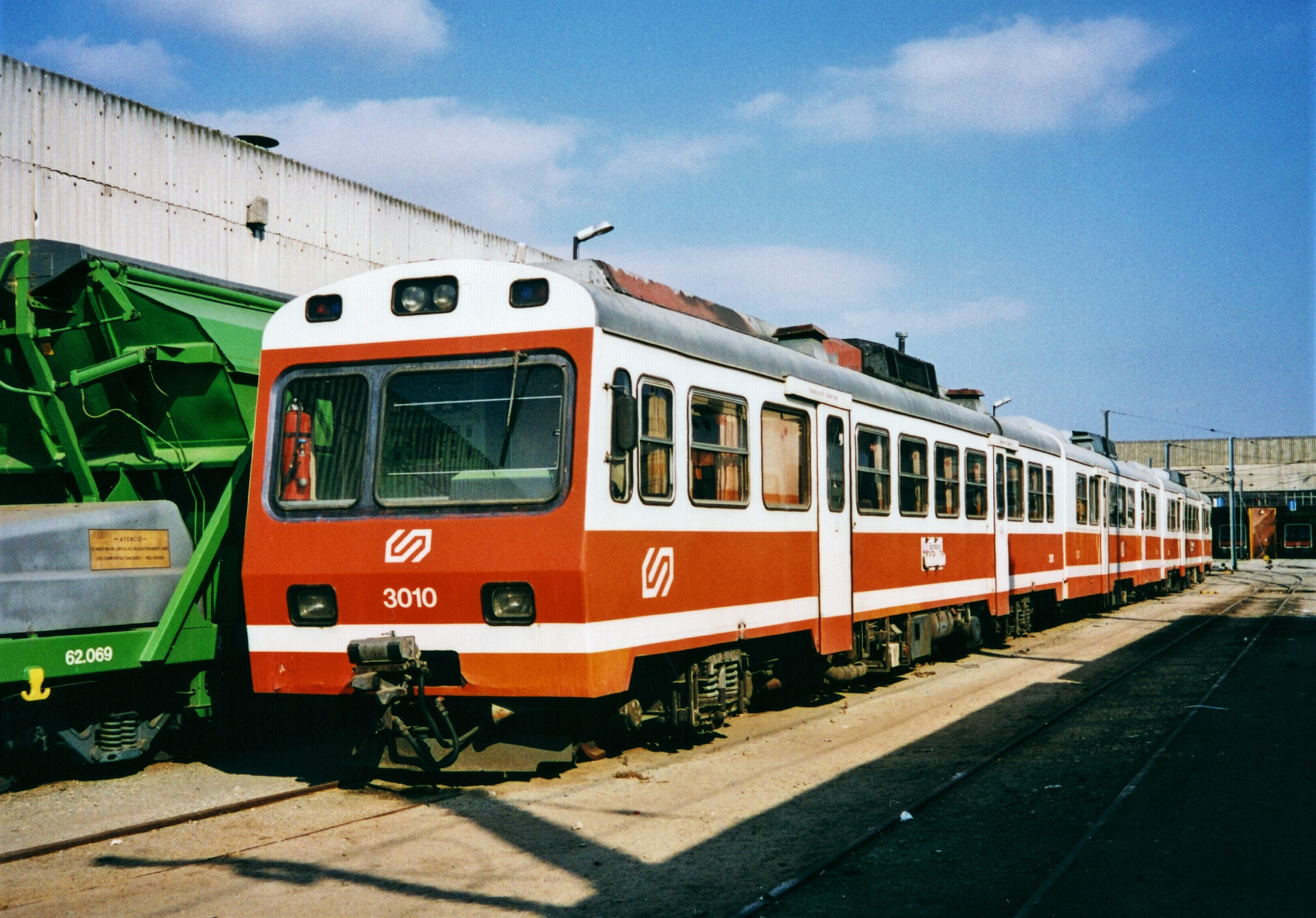
Apartada en Martorell Enllaç, la UT formada por los coches 3010-3003-3011, el 30 de julio de 2000.

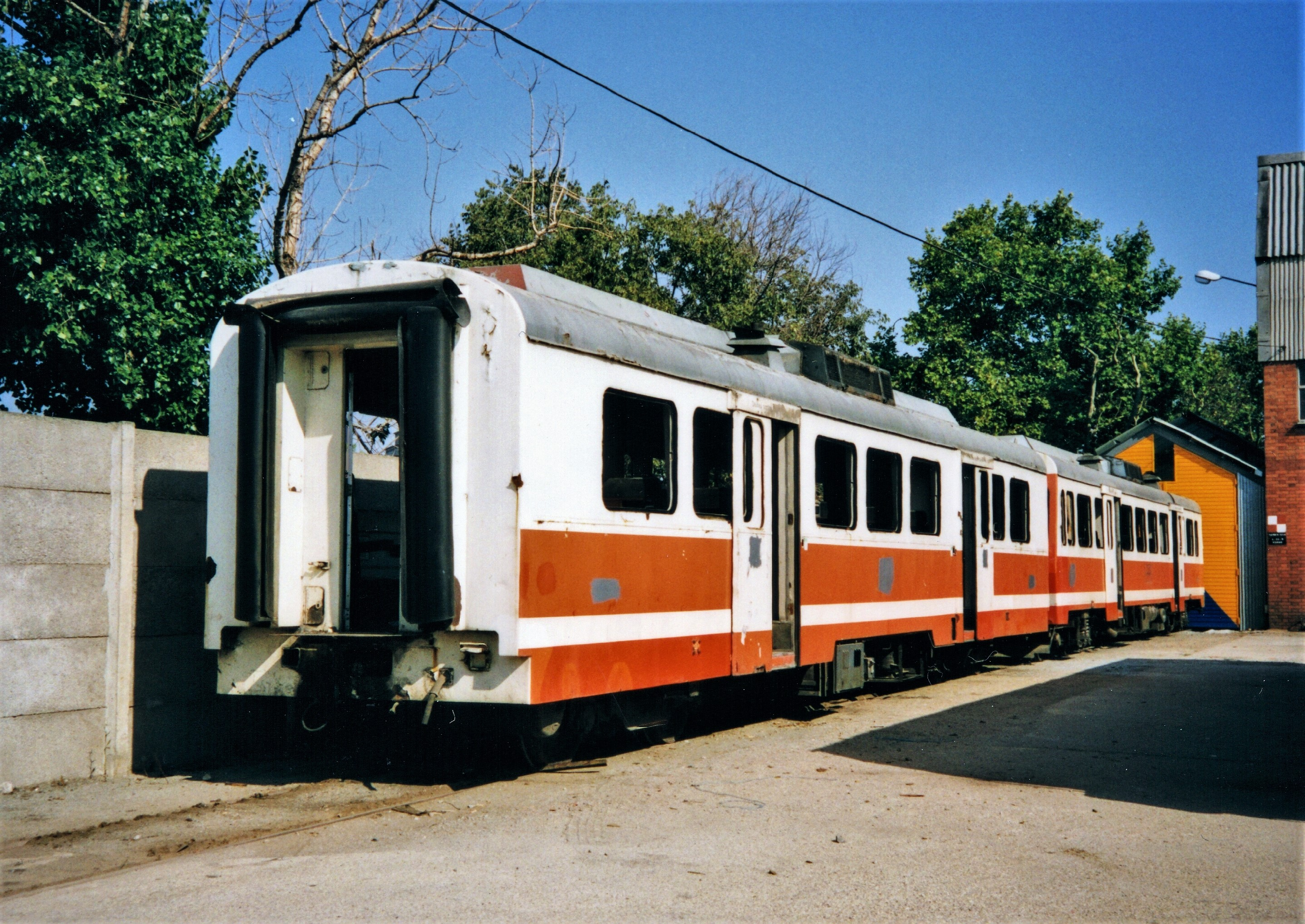
El remolque 3002 canibalizado en el taller de Martorell Enllaç, poco antes de ser desguazado, el 26 de agosto de 2003.

### Introducción
Ante las numerosas pérdidas económicas arrastradas durante los ejercicios de 1975 y 1976, y a pesar de los planes de modernización de instalaciones y material, la Compañía General de los Ferrocarriles Catalanes (CGFC) renunció a la explotación de sus líneas, que pasaron a manos de la empresa pública FEVE desde el 1 de enero de 1977. Este hecho se produjo en el periodo de transición de la dictadura franquista a la democracia. El 29 de septiembre de 1977 se restauró la Generalidad de Cataluña, y seguidamente empezaron las transferencias de competencias. Entre ellas, las de los transportes realizados dentro de la comunidad autónoma el 28 de julio de 1978. Las líneas de la antigua CGFC pasaron a ser de titularidad de la Generalidad de Cataluña el 2 de noviembre siguiente. Transitoriamente se  hizo cargo directamente la Consejería de Política Territorial y Obras Públicas, hasta que el 5 de septiembre de 1979 se constituyó la empresa pública Ferrocarriles de la Generalidad de Cataluña.
En 1980, FGC redactó un primer plan de actuación plurianual que, a grandes rasgos, contemplaba dos pasos: primero, reconstruir las líneas y el material existente, para garantizar su supervivencia, la seguridad y la fiabilidad; segundo, ampliar la red y adquirir material rodante nuevo. En cuanto a los automotores diésel Ferrostaal y MAN, hacia el año 1984 FGC decidió la reconstrucción de todos los vehículos existentes, aprovechándolos para formar cinco unidades de tren en composición M-R-M. Estos trabajos se encargaron a la empresa bacelonesa MACOSA.
Los cuatro automotores Ferrostaal (3001 a 3004) y uno de los remolques (4001) se transformarían en remolques intermedios, desmontando todos los elementos motrices y las cabinas de conducción, aprovechando los bastidores, cajas (con modificaciones) y bogies. Los diez automotores MAN existentes (3005 a 3008 y 3010 a 3015) se reformarían como coches motores con una sola cabina de conducción. Además, el conjunto sería equipado con aire acondicionado y nuevos asientos. Los primeros vehículos que se enviaron a la fábrica de MACOSA fueron los cinco Ferrostaal, dado que estaban retirados del servicio desde hacía años. En cambio, el envío de los automotores MAN se hizo escalonadamente, reformándolos por parejas, para poder mantener ocho automotors operativos y así continuar prestando el servicio de la línea de Igualada. Fue por este motivo que, ante la carencia de automotores MAN durante unos cuantos años, se modificó el remolque Ferrostaal 4002 para poder ser acoplado a los automotores MAN y aumentar la capacidad de estos trenes. El proceso de reconstrucción, realizado entre los años 1985 y 1988, se complicó algo más cuando la primera UT que se puso en servicio (3008-4001-3014) descarriló en Sant Esteve Sesrovires en septiembre de 1986, a los dos meses de ponerse en servicio. Esto obligó a devolver los tres vehículos a MACOSA para su reconstrucción. Además, el remolque estuvo más tiempo en la factoría, hasta que se equipó con unos bogies de nuevo diseño para sustituir a los originales, que parece que fueron los que causaron el descarrilamiento. En la tabla siguiente se detallan las fechas de reforma de cada vehículo:
| Vehículo original         | Enviado a MACOSA | Devuelto de MACOSA | Transformado como | Puesta en servicio | Observaciones                                  |
| ------------------------- | ---------------- | ------------------ | ----------------- | ------------------ | ---------------------------------------------- |
| Automotor Ferrostaal 3001 | 20-07-1985       | 17-03-1988         | Remolque 3001     | 25-03-1988         |                                                |
| Automotor Ferrostaal 3002 | 20-07-1985       | 07-04-1987         | Remolque 3002     | 13-04-1987         |                                                |
| Automotor Ferrostaal 3003 | 20-07-1985       | 09-09-1987         | Remolque 3003     | 21-09-1987         |                                                |
| Automotor Ferrostaal 3004 | 20-07-1985       | 13-12-1986         | Remolque 3004     | 23-12-1986         |                                                |
| Automotor MAN 3005        | 23-09-1987       | 17-03-1988         | Automotor 3005    | 25-03-1988         |                                                |
| Automotor MAN 3006        | 12-01-1988       | 08-06-1988         | Automotor 3006    | 14-06-1988         |                                                |
| Automotor MAN 3007        | 10-03-1988       | 08-08-1988         | Automotor 3007    | 12-08-1988         |                                                |
| Automotor MAN 3008        | 01-11-1986       | 07-04-1987         | Automotor 3008    | 13-04-1987         | De nuevo a MACOSA del 12-10-1987 al 02-12-1987 |
| Automotor MAN 3010        | 14-03-1988       | 08-08-1988         | Automotor 3010    | 12-08-1988         |                                                |
| Automotor MAN 3011        | 01-11-1986       | 07-04-1987         | Automotor 3011    | 13-04-1987         |                                                |
| Automotor MAN 3012        | 30-04-1987       | 09-09-1987         | Automotor 3012    | 21-09-1987         |                                                |
| Automotor MAN 3013        | 30-04-1987       | 09-09-1987         | Automotor 3013    | 21-09-1987         |                                                |
| Automotor MAN 3014        | 21-10-1985       | 04-08-1986         | Automotor 3014    | 26-09-1986         | De nuevo a MACOSA del 14-10-1987 al 13-12-1987 |
| Automotor MAN 3015        | 21-10-1985       | 04-08-1986         | Automotor 3015    | 26-09-1986         |                                                |
| Remolque Ferrostaal 4001  | 20-07-1985       | 04-08-1986         | Remolque 4001     | 26-09-1986         | De nuevo a MACOSA del 14-10-1987 al 08-08-1988 |

A pesar de que se formaron composiciones fijas, a lo largo del tiempo, en función de los trabajos de mantenimiento o reparación requeridos, se fueron intercambiando los coches entre las diferentes unidades de tren.
El primer tren se puso en servicio el lunes 22 de septiembre de 1986. Durante los trece años que estuvieron en servicio comercial, las cinco unidades de tren diésel de la serie 3000 circularon exclusivamente en los trenes regionales entre Barcelona Plaza España, Igualada y vuelta. En el momento de su puesta en marcha, hacían un tren cada dos horas por sentido en esta línea, tanto en composición sencilla cómo acopladas dos UT en composición doble, circulando normalmente cuatro de las cinco unidades, quedando la quinta en reserva.
En 1993 se cambiaron los motores de los automotores 3014 (de la misma marca MAN) y 3015 (de la marca Volvo), para probar cuáles eran los más adecuados para aumentar la potencia de los trenes. Finalmente se consideraron como más idóneos los MAN, que ofrecían una potencia de casi un 50 % más que los anteriores (320 CV ante los 210 CV de los originales), y se sustituyeron todos los motores de todos los automotores. Esto permitió reducir los tiempos de viaje al poder acelerar más rápidamente, y poder afrontar las duras rampas de la línea de Igualada a mayor velocidad.
A partir de 1995, el servicio de la línea de Igualada se mejoró, manteniendo los trenes directos cada dos horas desde y hasta Barcelona, pero añadiendo un tren "lanzadera" cada hora entre Martorell Enllaç, Igualada y vuelta. En la primera estación enlazaban con los trenes regionales de Barcelona a Manresa y vuelta, ofreciendo así servicio desde y hacia Barcelona cada hora, con un tren directo y el siguiente con transbordo.
Finalmente, el 31 de enero de 1999 se retiraron del servicio comercial, al haberse dado de alta la electrificación de la línea entre Martorell e Igualada, siendo sustituidas en estos servicios por las nuevas unidades de tren eléctricas de la serie 213. No obstante, todavía sobrevivieron unos años más en la red de FGC, o en otros ferrocarriles.

### Retirada del servicio y venta a FGV y FEVE
A pesar de tener más de treinta años de vida (los automotores procedentes de la transformación de los MAN) o más de cuarenta (los vehículos procedentes de la transformación de los Ferrostaal), debido a las diversas mejoras y al buen mantenimiento realizado, estas UT todavía estaban en disposición de poder continuar haciendo servicio con una buena fiabilidad. 
A mediados de 1999, las UT formadas por los coches 3007-3001-3008 y 3012-3004-3013 fueron vendidas a Ferrocarriles de la Generalidad Valenciana (FGV). Las otras tres se mantuvieron en servicio para la realización de varios trenes especiales, como por ejemplo los que circulaban entre Manresa Baixador y el parque de l'Agulla, con motivo de la Fiesta Mayor de Manresa a finales de agosto; los que hicieron ocasionalmente en caso de averías a las instalaciones eléctricas; y también algún tren especial para turistas ferroviarios.
En el año 2001, estas tres UT recorrieron 10.374 km prestando los mencionados servicios especiales. De este año hay que destacar el rescate que hicieron de los viajeros que quedaron atrapados en varias estaciones de la línea, debido a la grande nevada del 14 de diciembre de 2001. Según las memorias de FGC, a partir del año 2002 no recorrieron ningún kilómetro. No obstante, FGC construyó una nueva nave al taller de Martorell Enllaç para estacionarlas a cubierto.
En 2003 se desguazó una de las tres UT, la formada por los coches 3014-3002-3015, quedando las otras dos como "reserva estratégica". Oficialmente, estas dos UT (formadas por los coches 3005-4001-3006 y 3010-3003-3011) se dieron de baja a finales del año 2003, pues en la memoria de FGC del año 2004 ya no aparecen en el inventario de material rodante. No obstante, continuaron haciendo trenes especiales, como los que circularon entre Manresa y Suria en septiembre de 2004. O los que se hacían anualmente con motivo de la Feria de Sant Miquel en Santpedor, que todavía circularon en 2007.
Finalmente, fueron vendidas a FEVE en 2009.

### Descripción técnica
De los vehículos originales a partir de los cuales se hizo esta transformación, hace falta distinguir entre los Ferrostaal y MAN. Los Ferrostaal son los que se modificaron más ampliamente, pues pese a conservar el mismo bastidor y bogies, la estructura de la caja cambió completamente. Se modificó completamente la disposición de las ventanas y las puertas, y se eliminaron las cabinas de conducción en los antiguos automotores, o el departamento furgón en todos los vehículos. En cambio, los MAN sufrieron una reforma bastante menor, pues conservaron el bastidor, los bogies y las cajas, y solo se modificaron los testeros, con la eliminación de una cabina de conducción y la reforma del otro. El aspecto exterior de esta cabina de conducción se basa en el diseño que la propia MACOSA utilizó en la construcción de seis automotors diésel para la empresa peruana ENAFER en 1984, destinados a la línea del Machu Picchu. Actualmente son operados en esta línea por PeruRail, donde forman la serie 220-225.
Cada unidad de tren estaba formada por tres coches: dos motrices en los extremos, y un remolque intermedio. Cada coche disponía de dos puertas correderas de acceso a cada lado, de accionamiento neumático. Además, al lado derecho de las cabinas de conducción había una puerta batiente manual para acceder desde el exterior. El paso entre los tres coches de una UT era posible mediante puertas batientes manuales y burletes de goma. Interiormente, los coches motrices disponían de dos compartimentos: la cabina de conducción en un extremo, y la sala de viajeros, en la que se eliminó el WC original. Los coches remolques solo tenían una gran sala de viajeros, con un WC. También se cambiaron tanto los asientos como su disposición, pues pasaron de estar dispuestos en filas de 2+2 a filas de 2+1, ofreciendo así una mayor comodidad a los viajeros, a pesar de reducir la cantidad total de asientos. El tipo de asiento utilizado fue el mismo que se montó a las entonces nuevas unidades de tren eléctricas de la serie 211. El tren se equipó con aire acondicionado: en el techo se instalaron tanto los aparatos como las canalizaciones. A pesar de ello, se mantuvo la posibilidad de abrir las ventanas, en caso de avería del sistema.
Inicialmente se conservaron los mismos bogies en cada vehículo. No obstante, desde el principio del proyecto se pensó en sustituir los de los Ferrostaal por otros más modernos. El descarrilamiento del primer tren a los dos meses de ponerse en servicio aceleró este proceso. Los bogies originales estaban pensados para una velocidad máxima de solo 75 km/h y un centro de gravedad determinado, que se situó a una altura superior al instalar los aparatos del aire acondicionado en el techo. MACOSA diseñó unos nuevos bogies para estos coches, los remolques de las unidades de tren, que derivaban de los del tipo Y30, utilizados en los vagones porta-coches de la serie DDMA 9500 de RENFE.
Otra modificación importante se hizo en la motorización. Originalmente, los automotores MAN estaban equipados con un motor diésel MAN D-2156 HM 2US, de 210 CV, situado bajo bastidor, que transmitía la fuerza a los dos ejes de un bogie. Con la reforma, cada automotor se equipó con un segundo motor del mismo tipo, que transmitía la fuerza al otro bogie. De este modo se duplicó la potencia. Las transmisiones originales Voith Diwa 501-US se cambiaron por las 506 del mismo fabricante. En el coche remolque se instaló un quinto motor diésel, del mismo modelo, aunque limitado a una potencia de 160 CV. En este caso no era para suministrar esfuerzo de tracción, sino para accionar un alternador para producir la corriente eléctrica necesaria para los nuevos equipos de aire acondicionado. A partir de septiembre de 1993 y a lo largo del año 1994, y después de una pruebas con motores MAN y Volvo en los automotores 3014 y 3015, los motores originales se cambiaron por otros de un tipo parecido y la misma marca, pero que suministraban una potencia de 320 CV.
Los acoplamientos frontales Scharfenberg se cambiaron por otros automáticos BSI, del mismo tipo utilizado en las unidades de tren eléctricas de las series 211 y 213, para poder acoplar hasta dos UT en mando múltiple. A pesar de que inicialmente se preveía que la velocidad máxima fuera de 90 km/h, finalmente los trenes se autorizaron para circular solo hasta 80 km/h.

### Cuadro de características técnicas
| Característica             | unidad | Coche M                       | Coche R                       |
| -------------------------- | ------ | ----------------------------- | ----------------------------- |
| Rodaje                     |        | B'B'                          | 2'2'                          |
| Potencia                   | CV     | 840 CV (desde 1994, 1.280 CV) | 840 CV (desde 1994, 1.280 CV) |
| Velocidad máxima           | km/h   | 80                            | 80                            |
| Sistemas de seguridad      |        | FAP                           | FAP                           |
| Mando múltiple             |        | 2 unidades de tren            | 2 unidades de tren            |
| Autonomía                  | km     | 500                           | 500                           |
| Longitud unidad de tren    | mm     | 59.920                        | 59.920                        |
| Longitud de las cajas      | mm     | 17.220                        | 15.200                        |
| Anchura máxima             | mm     | 2.450                         | 2.455                         |
| Altura máxima              | mm     | 3.670                         | 3.665                         |
| Tara unidad de tren        | kg     | 80.450                        | 80.450                        |
| Peso máximo unidad de tren | kg     | 104.450                       | 104.450                       |
| Tara de cada coche         | kg     | 28.350                        | 23.750                        |
| Peso máximo de cada coche  | kg     | 36.350                        | 31.750                        |
| Peso máximo por eje        | T      | 9,1                           | 7,9                           |
| Plazas sentadas            |        | 51                            | 37                            |

### Las UT 3000 en FGV

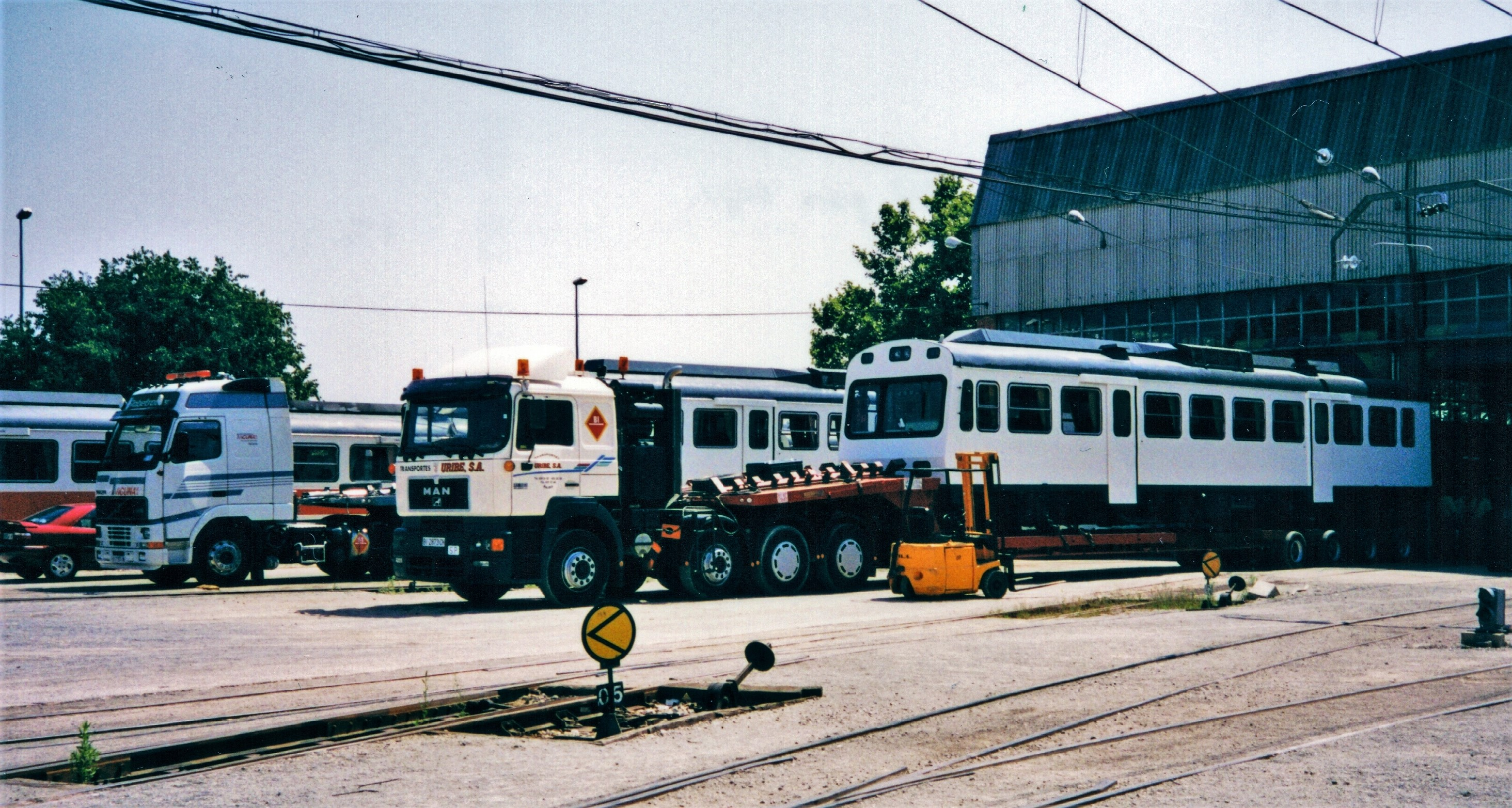
Dos de los tres coches de uno de los trenes vendidos a FGV (3012-3004-3013), cargados sobre los camiones que los transportaron a Alicante, el 26 de julio de 1999.

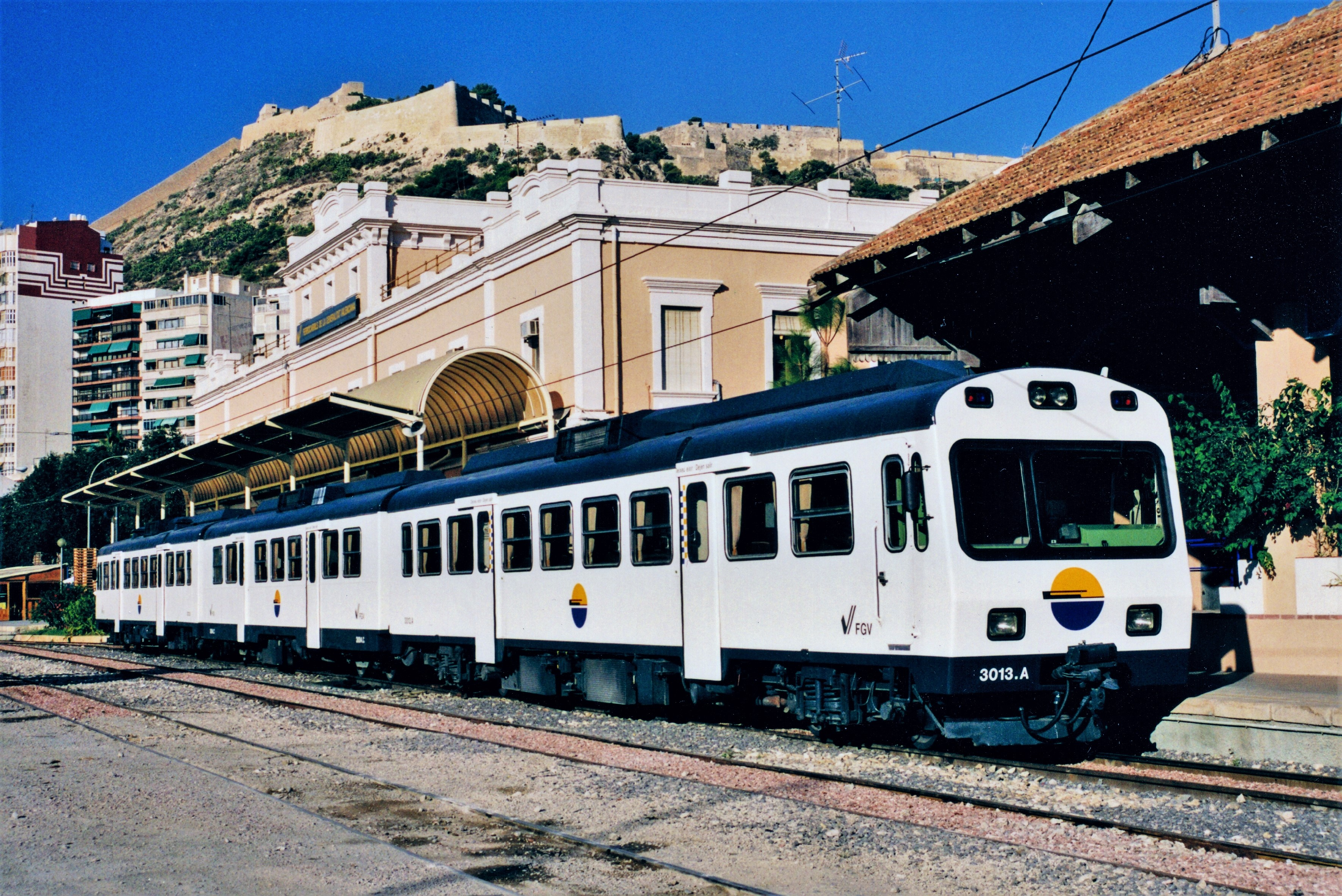
La UT formada por los coches 3013.A-3004.C-3012.B, a punto de salir de Alicante La Marina con el tren de las 10:00 h a Denia, el 29 de septiembre de 1999.

El once de junio de 1999 se firmó el contrato por el cual FGC vendió a los Ferrocarriles de la Generalidad Valenciana dos unidades de tren de la serie 3000, las formadas por los coches 3007-3001-3008 y 3012-3004-3013. Durante los meses de junio y julio se hicieron varios trabajos en el taller de Martorell Enlace, como por ejemplo saneamiento de plancha, puesta a punto mecánica, pequeñas reformas interiores (entre ellas, equipamiento del sistema de parada solicitada para los apeaderos facultativos) y pintado en blanco de las cajas, y gris oscuro en los bajos y techo. La primera UT (3012-3004-3013) fue cargada en camiones para su transporte el 26 de julio.
FGV destinó estos trenes a reforzar el servicio de la línea de Alicante a Denia. Llegaron al taller de Alicante el 27 de julio (3012-3004-3013) y el 8 de septiembre (3007-3001-3008). Los vehículos se renumeraron de la siguiente manera:
| Número FGC | Número FGV |
| ---------- | ---------- |
| 3001       | 3001.C     |
| 3004       | 3004.C     |
| 3007       | 3008.B     |
| 3008       | 3007.A     |
| 3012       | 3013.A     |
| 3013       | 3012.B     |

Las composiciones quedaron formadas por los coches 3007.A - 3001.C - 3008.B y 3013.A - 3004.C - 3012.B, situándose los coches "A" lado Dènia, y los "B" lado Alicante. Inicialmente se adquirieron para prestar los servicios directos al parque temático Terra Mítica, al cual se accedería por un nuevo ramal. Dado que el parque no se inauguró hasta el año 2000, y que finalmente no se construyó este ramal, las dos UT solo reforzaron el servicio comercial entre Alicante, Benidorm y Dènia, prestado hasta entonces con las UT diésel de la serie 2300 (también procedentes de la reforma de antiguos automotores diésel MAN, pero estos de FEVE).
Durante los siguientes años continuaron con estos servicios de refuerzo, y recibieron una colorida decoración exterior alusiva al parque temático. En 2005 se intercambiaron los coches 3008.B y 3012.B entre las respectivas composiciones. Continuaron prestando servicios esporádicos, siendo especialmente útiles en 2005 y a principios del 2006, durante la transformación de las UT diésel de la serie 2300 en la nueva serie 2500. Al año 2006 solo llegó en estado de marcha la UT 3007.A - 3001.C - 3012.B, pues la otra fue apartada anteriormente. La puesta en servicio de los dos primeros trenes modernizados de la serie 2500 en mayo de 2006, y del tercero en el siguiente mes de julio, supuso que los dos trenes de la serie 3000 fueran dados de baja definitivamente. El tren 3013.A - 3004.C - 3008.B estaba apartado desde hacía ya meses en el apeadero de Pueblo Español, donde fue rápidamente vandalizado. El otro tren fue apartado en la estación de Dènia, donde permaneció durante bastantes meses, al menos hasta el año 2007.
Finalmente, los coches de la composición 3013.A - 3004.C - 3008.B fueron desguazados en la estación de Alicante en noviembre (3004.C y 3013.A) y diciembre de 2006 (3008.B). El otro tren fue trasladado al antiguo taller de Torrent, en Valencia, para su posible preservación, aunque finalmente, en diciembre de 2024, fue recomprado por FGC para ser trasladado a Manresa Alta y ser restaurado.

### Las UT 3000 en FEVE

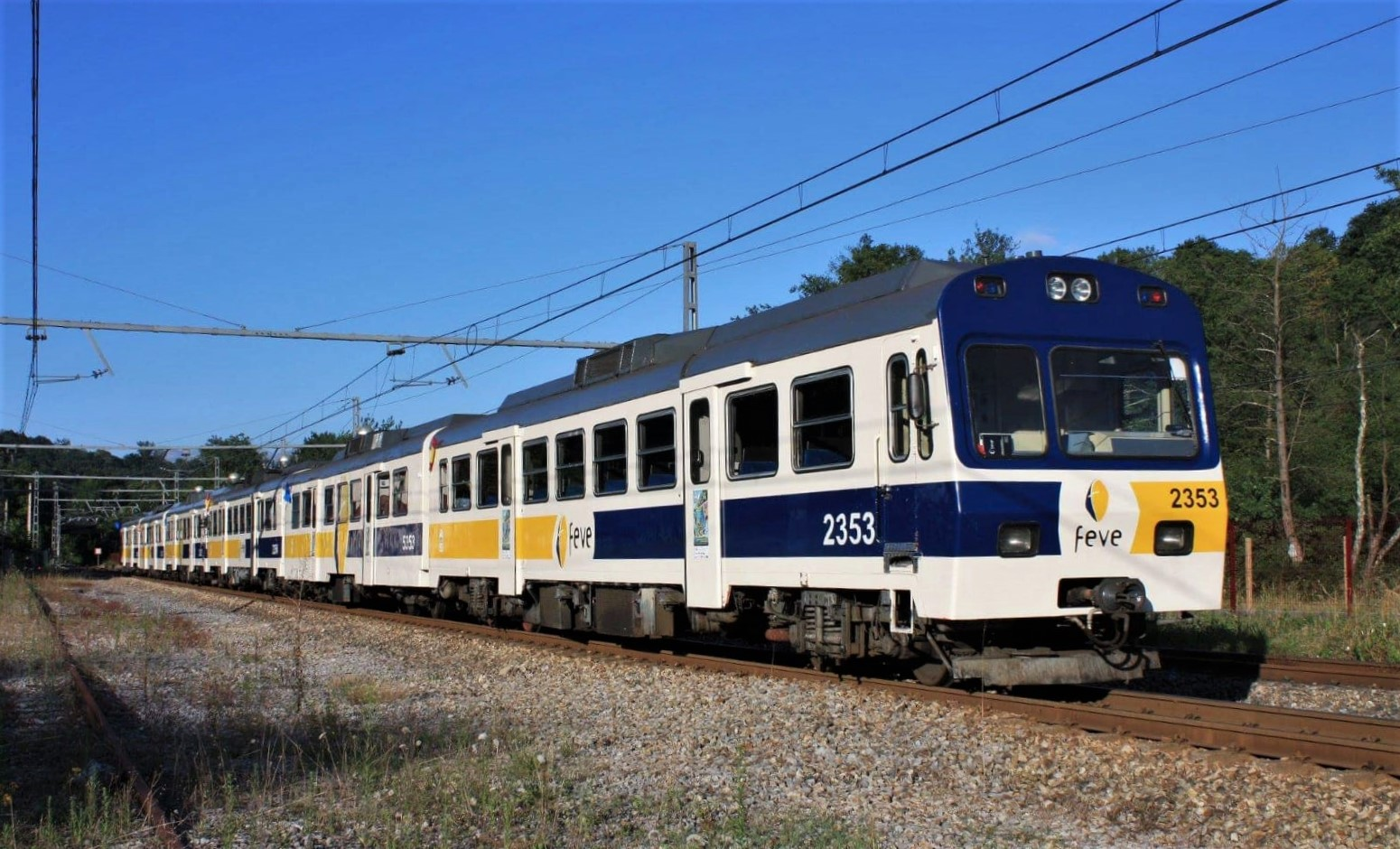
Las dos UT 2350 de FEVE camino de Arriondas, para participar en el Tren de las Piraguas durante el Descenso Internacional del Sella de 2010.

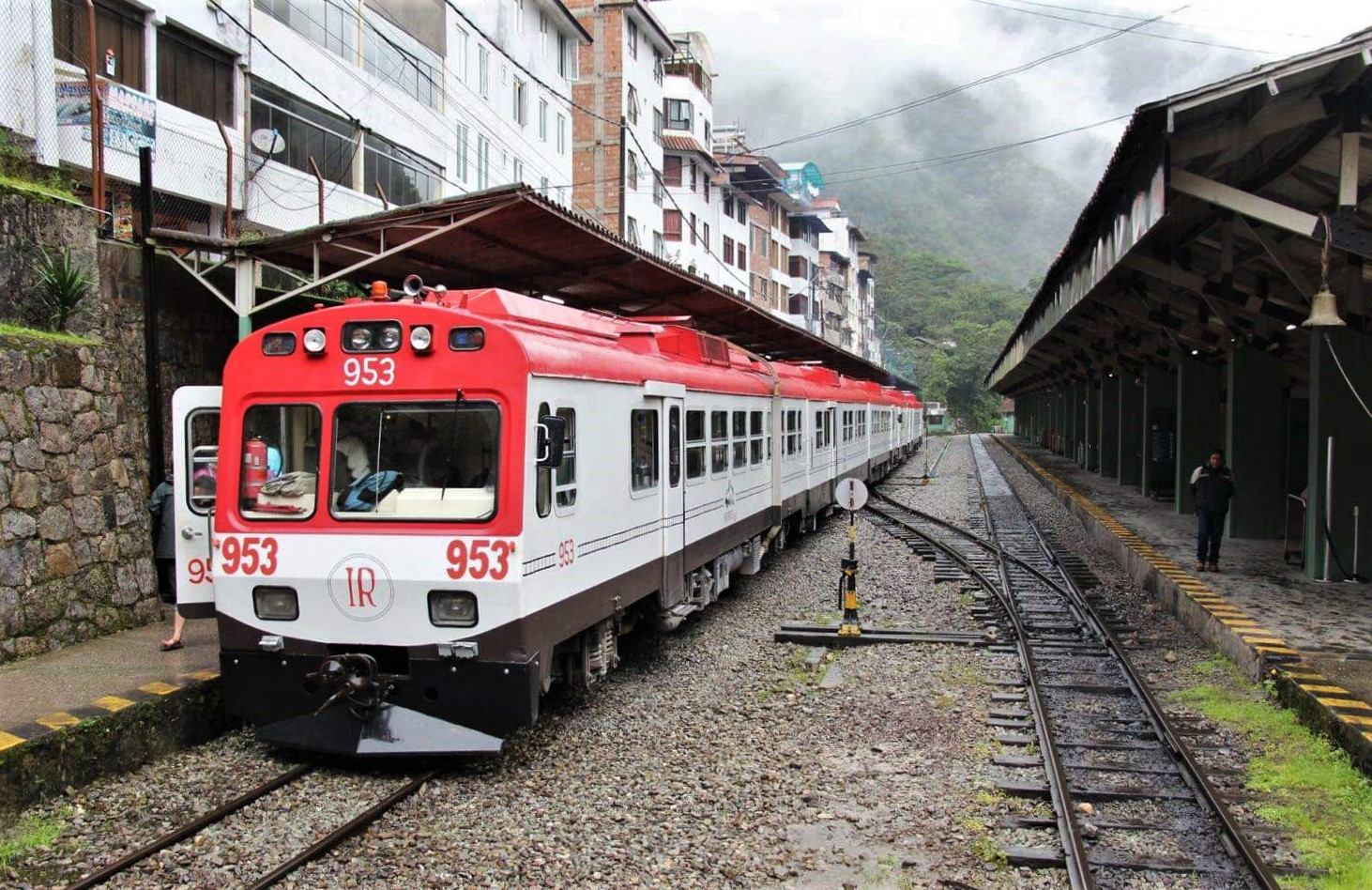
Los dos trenes diésel serie 950 de Inca Rail, ex FEVE, en Aguas Calientes el 12 de abril de 2017.

El motivo por el cual en 2009 FEVE adquirió las dos UT que todavía tenía FGC fue la escasez repentina de material móvil para ofrecer sus servicios de viajeros, debida a una errónea política de gestión del material, por la cual se vendieron varios trenes de segunda mano a países extranjeros, sin haber podido reponerlos con vehículos nuevos, especialmente debido al retraso en la entrega de los nuevos trenes diésel de las serie 2700 y 2900. Los dos viejos trenes de FGC tenían que servir, pues, para cubrir una necesidad urgente y temporal.
Las dos UT vendidas a FEVE (3005-4001-3006 y 3010-3003-3011) llegaron al taller de Pravia de esta empresa en mayo de 2009. Dado que hacía años que estaban retiradas del servicio, fue necesario realizar varios trabajos de puesta a punto mecánicos y de interiorismo, realizados por la empresa CECAVISO S.L. La actuación también supuso el repintado de las dos UT con los colores de FEVE de aquellos momentos (blanco, con franjes azules y amarillas), y el cambio de los enganches frontales BSI por los Scharfenberg habituales a FEVE. Los dos trenes se renumeraron como 2351-5351-2352 (números de FGC 3010-3003-3011)  y 2353-5353- 2354 (números de FGC 3005-4001-3006 FGC).
Una vez acabados los trabajos, fueron puestos en servicio en la línea entre Baiña y Collanzo de Cercanías Asturias, con base a la estación de Figaredo. El primero de ellos empezó a circular el 5 de octubre de 2009. Además, de vez en cuando hacían servicios especiales en otras líneas, como los trenes para el Descenso del Sella del 2010, circulando acopladas las dos en mando múltiple entre Oviedo y Llanes, y después remolcadas en las composiciones especiales de este acontecimiento. Continuaron prestando servicios a la línea del Baiña-Collanzo hasta mediados del año 2011, cuando fueron sustituidos por los nuevos automotores de la serie 2900. Desde entonces quedaron en reserva durante un tiempo, haciendo servicios solo de manera muy esporádica. En el año 2012 quedaron definitivamente retirados del servicio, abandonados en una vía muerta de Figaredo, donde fueron vandalizados y grafiteados.
Finalmente, en enero de 2013 las dos UT fueron vendidas a la empresa peruana Inca Rail. Después de ser reformadas en Asturias (la reforma supuso la supresión de alguna puerta de acceso), en julio de 2014 fueron presentadas para prestar el servicio turístico llamado "Machu Picchu Train". En aquel ferrocarril, las dos composiciones fueron numeradas como 951-951-954 y 952-946-953, desconociendo las equivalencias con los coches de FEVE. En un primer momento fueron pintados en color blanco y rojo. Más adelante se volvieron a reformar, con la modificación de las ventanas, apertura de unas ventanas panorámicas en el techo, y repintado en color verde oscuro.

### Resumen historia UT 3000
En el siguiente cuadro queda resumida la historia de las cinco UT diésel de la serie 3000 de FGC, tanto en esta empresa como en aquellas a las que se vendieron después cuatro de ellas:
| Unidad de tren | Puesta en servicio | Retirada del servicio | Posteriormente | Puesta en servicio | Retirada del servicio | Observaciones                                                                                   |
| -------------- | ------------------ | --------------------- | -------------- | ------------------ | --------------------- | ----------------------------------------------------------------------------------------------- |
| 3005-4001-3006 | 1986-1988          | 31-01-1999            | Vendida a FEVE | 2009               | 2013                  | FEVE 2353-5353-2354. Vendida a Perú en 2013.                                                    |
| 3007-3001-3008 | 1987-1988          | 31-01-1999            | Vendida a FGV  | 1999               | 2006                  | FGV 3007.A - 3001.C - 3008.B. Intercambiado motor 3008 por el 3012 en 2005. Preservada.         |
| 3010-3003-3011 | 1987-1988          | 31-01-1999            | Vendida a FEVE | 2009               | 2013                  | FEVE 2351-5351-2352. Vendida a Perú en 2013.                                                    |
| 3012-3004-3013 | 1986-1987          | 31-01-1999            | Vendida a FGV  | 1999               | 2005                  | FGV 3013.A - 3004.C - 3012.B. Intercambiado motor 3012 por el 3008 en 2005. Desguazada en 2006. |
| 3014-3002-3015 | 1986-1987          | 31-01-1999            | Desguazada     | -                  | -                     | Desguazada por FGC en 2003.                                                                     |

Así pues, desde su construcción y habiendo vivido varias reformas, aquellos vehículos adquiridos por la Compañía General de los Ferrocarriles Catalanes han tenido una vida activa de más de cincuenta años (los Ferrostaal), o de más de cuarenta (MAN), vida que todavía sigue para algunos de ellos en el otro lado del Atlántico.